# Oktoberfestattentat

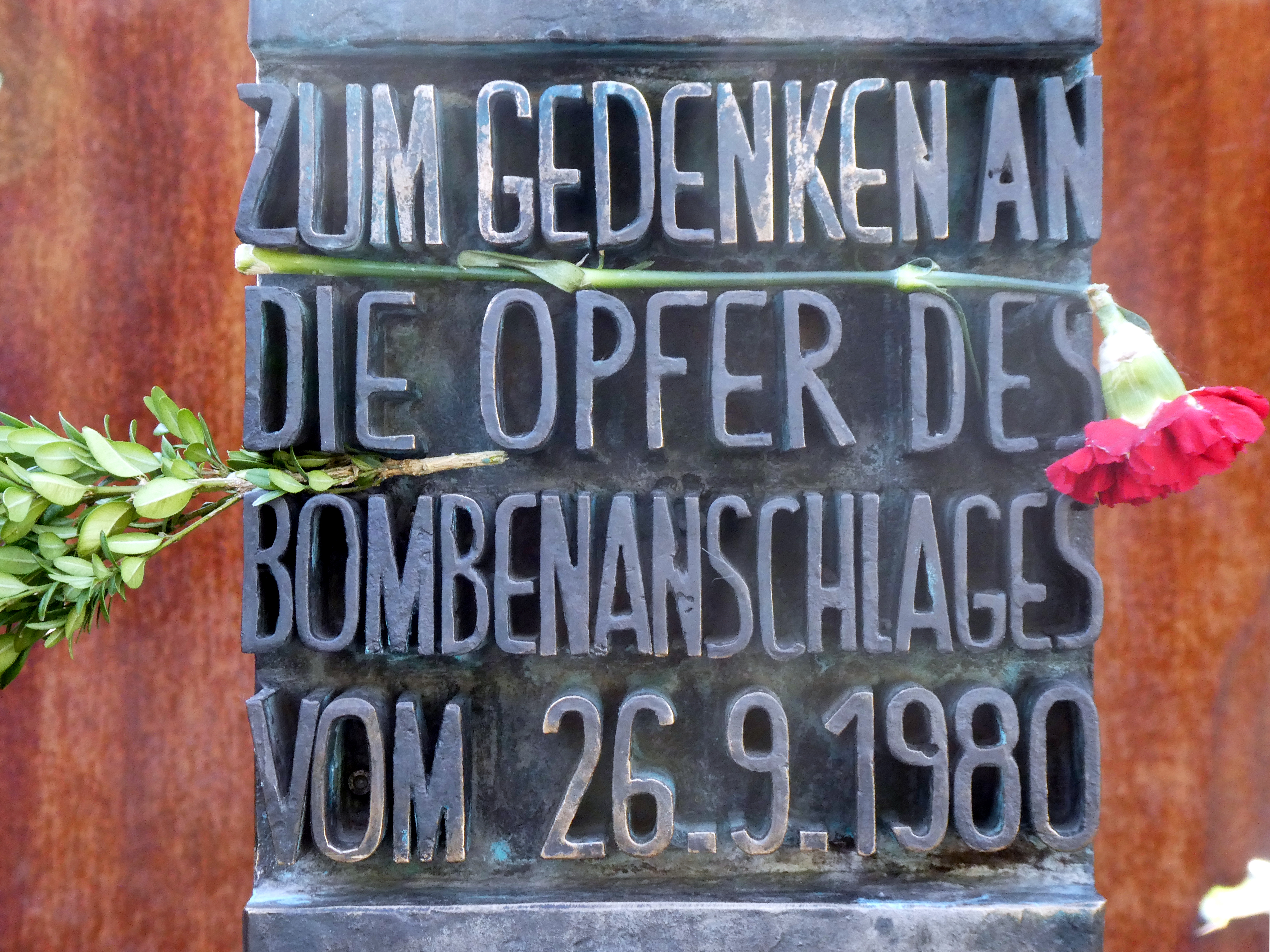
Inschrift am Denkmal für die Opfer des Oktoberfestattentats auf der Münchener Theresienwiese

Das Oktoberfestattentat vom 26. September 1980 war ein rechtsextremer Terroranschlag am Haupteingang des Oktoberfests in München. Durch die Explosion einer handgefertigten Bombe wurden 13 Personen getötet und 221 verletzt, 68 davon schwer. Der Anschlag ist der bisher schwerste Terrorakt in der Geschichte der Bundesrepublik Deutschland.
Der 21-jährige Gundolf Köhler wurde als Einzeltäter ermittelt, der selbst bei dem Anschlag starb. Er war Mitglied der neonazistischen Wiking-Jugend und der Wehrsportgruppe Hoffmann (WSG) gewesen. Nach dem Abschlussbericht der Ermittler vom November 1982 plante und verübte Köhler den Anschlag jedoch allein und aus persönlichen Motiven, eventuell als erweiterten Suizid.
In den Jahren danach kamen immer wieder Zweifel an der Alleintäterschaft Köhlers auf. So wurden im Aschenbecher von Köhlers Auto, das nahe der Theresienwiese geparkt war, die Stummel von sechs verschiedenen Zigarettenmarken gefunden. Einige Zeugen sagten außerdem aus, dass sie Köhler unmittelbar vor der Tat in Begleitung anderer Personen gesehen hätten. Auch das Bild des frustrierten Einzelgängers bekam Risse: So habe Köhler noch im Sommer 1980 einen Bausparvertrag abgeschlossen. Überdies soll er auch viele soziale Kontakte gehabt haben. Ein mit dem Fall befasster BKA-Sprengstoffexperte stellte fest, dass Köhler die Bombe mit ihrem komplizierten zweiphasigen Zündmechanismus unmöglich allein gebaut haben könne. Zeugenaussagen und nicht weiterverfolgte Spuren verwiesen auf mögliche rechtsextreme Mittäter. Zudem hält sich bis heute der Verdacht, dass V-Leute des Verfassungsschutzes im Zusammenhang mit dem Oktoberfestattentat standen.
Vom 11. Dezember 2014 bis 7. Juli 2020 ermittelte die Bundesanwaltschaft erneut zu dem Fall und stellte abschließend fest: Die Tat war eindeutig ein rechtsextremer Terrorakt, mit dem Köhler die Bundestagswahl 1980 beeinflussen, dem Kandidaten der Unionsparteien Franz Josef Strauß ins Kanzleramt verhelfen und letztlich einen „Führerstaat“ nach dem Vorbild des NS-Staates erreichen wollte. Anstifter, Mitwisser und Mittäter Köhlers ließen sich weder beweisen noch ausschließen. Fehler der ersten Ermittlungskommission wurden nicht aufgeklärt.

## Ablauf
Am Abend des 26. September 1980 verließen viele Besucher das Festgelände durch den Haupteingang an der Nordseite der Theresienwiese. Um 22:19 Uhr explodierte dort in einem auf dem Boden stehenden Abfallkorb aus Metallgitter südlich der Brausebadinsel eine Bombe. In einem Umkreis von ca. 20 Metern war die Druck- und Hitzewelle tödlich und verursachte schwerste Verletzungen. Die Wirkung der Bombe wurde zudem durch die Metallsplitter des Abfallkorbes verstärkt. 13 Menschen starben, darunter drei Kinder und zwei Jugendliche, 211 Personen wurden verletzt, davon 68 schwer. Sprengstoffexperten vom Landeskriminalamt Bayern (LKA) und Bundeskriminalamt (BKA) rekonstruierten sie aus gefundenen Splittern und chemischen Spuren. Demnach bestand sie aus einer britischen Mörsergranate ohne Kuppe, in die eine mit Nitrocellulose gefüllte Druckgasflasche eines Feuerlöschers gesteckt worden war. Die Hohlräume waren mit 1,39 kg militärischen Sprengstoff vom Typ Trinitrotoluol (TNT) ausgefüllt worden. Die Nitrocellulose erzeugte eine Stichflamme vor der Explosion. Das TNT wurde jedoch durch eine Sprengkapsel gezündet, die nicht gefunden wurde.
Etwa 30 Notärzte und 220 Sanitäter erreichten den Tatort in den folgenden 30 Minuten und versorgten die Verletzten. Die Polizei sperrte den Bereich ab und drängte Schaulustige mühsam zurück.

## Opfer
Die Explosion tötete sofort fünf Männer, darunter den Attentäter Gundolf Köhler, sowie zwei Kinder. Sechs Schwerverletzte – drei Männer, zwei Frauen und ein Kind – starben auf dem Transport zum oder bald darauf im Krankenhaus. Die zwölf Todesopfer neben Köhler (* 1959) waren:
- Gabriele Deutsch (* 1962)
- Robert Gmeinwieser (* 1963)
- Axel Hirsch (* 1957)
- Markus Hölzl (* 1936)
- Paul Lux (* 1928)
- Ignatz Platzer (* 1974)
- Ilona Platzer (* 1972)
- Franz Schiele (* 1947)
- Angela Schüttrigkeit (* 1941)
- Errol Vere-Hodge (* 1955)
- Ernst Vestner (* 1950)
- Beate Werner (* 1969)[8]

Laut der ersten Sonderkommission wurden 211 Personen verletzt, 68 davon schwer. Bei elf davon mussten Gliedmaßen amputiert, bei drei Organe entnommen werden. Elf weitere erlitten schwere Organschäden, sechs Brandverletzungen, bei 20 wurde das Trommelfell beschädigt. 68 weitere Personen erlitten mittlere, 75 leichtere Verletzungen. 2020 korrigierte die Bundesanwaltschaft die Gesamtzahl der Verletzten auf 221.

## Politische Reaktionen
Trotz laufender Ermittlungen entschieden Münchens Oberbürgermeister Erich Kiesl und Polizeipräsident Manfred Schreiber, das Oktoberfest fortzusetzen. Intern fürchteten sie die Wut anreisender Festbesucher und Budenbetreiber über Umsatzverluste. Nach außen sagte Kiesl, Stadt und Bürger seien nicht „von Verbrechern erpressbar“; eine Schließung käme deren Absichten entgegen. Bis 11:00 Uhr am Folgetag ließ die Stadtverwaltung alle Anschlagsspuren beseitigen. Am 30. September 1980 wurde das Fest unterbrochen. Bei der 45-minütigen Trauerfeier sprachen der Oberbürgermeister und zwei Geistliche. Bei einer unangemeldeten Demonstration von rund 1000 Bürgern hielten zwei Personen ein Transparent mit dem Satz „Wir trauern um die Opfer der faschistischen Mörderbande“ hoch und wurden festgenommen. Ab 1. Oktober ging das Fest weiter; Umsatzverluste blieben aus.
Das Attentat fiel in die letzten Tage des Bundestagswahlkampfs, den Bundeskanzler Helmut Schmidt mit der Parole „Sicherheit für Deutschland“ führte. Kanzlerkandidat der Unionsparteien war der bayerische Ministerpräsident Franz Josef Strauß (CSU). Strauß hatte die Wehrsportgruppe (WSG) Hoffmann jahrelang als wenige „Spinner“ und „Verrückte“ bezeichnet, denen erst öffentliche Warnungen Bedeutung verschafft hätten, und kontinuierlich jede von ihr ausgehende Gefahr bestritten. Im Januar 1980 hatte Bundesinnenminister Gerhart Baum (FDP) die WSG gegen den Willen der CSU bundesweit verboten. Noch im März 1980 hatte Strauß das Verbot als unverhältnismäßig kritisiert und lächerlich gemacht, Straftaten von WSG-Mitgliedern bestritten, ihren Waffenbesitz verharmlost und verlangt, den Gründer Karl-Heinz Hoffmann „in Ruhe“ zu lassen. Bayerns Innenminister Gerold Tandler hatte das Verbot für unnötig erklärt: Die WSG habe „schon wegen ihrer äußerst geringen Mitgliedschaft niemals eine echte Bedrohung unseres Staatsgefüges dargestellt“. Im September 1980 antwortete Tandler auf eine Reporterfrage nach der Gefahr rechtsextremer Terroranschläge: „Ihre Sorge sollte sich in erster Linie gegen den Linksextremismus wenden.“ Bei rechtsradikalen Gruppen solle man keine „Schattengefahr“ aufbauen.
Nach einem Besuch des Tatorts sagte Strauß einem Reporter der Bild am Sonntag vormittags am 27. September 1980: Gerhart Baum habe „schwere Schuld“ auf sich geladen, die Sicherheitsdienste ständig verunsichert und demoralisiert und damit Aufklärung potentieller Täterkreise im Vorfeld verhindert. Zudem habe er den Terrorismus verharmlost. Baum sei eine „Skandalfigur“ und „als Innenminister fehl am Platz“. Ohne Kenntnis zu Tätern und Tatmotiven deutete Strauß damit sofort linksextreme Täter aus dem Umfeld der RAF an und zog das Attentat in seinen Wahlkampf. Kurz darauf erfuhr er, dass Köhler zeitweise zur WSG gehört hatte.
Im Gegenzug erinnerte Helmut Schmidt daran, dass Tandler und Strauß das Verbot der WSG abgelehnt hatten. Um den Schaden für Strauß im Wahlkampf zu begrenzen, gab der bayerische Staatsschutzbeamte Hans Langemann am 29. September 1980 eine eidesstattliche Versicherung ab: Schmidts Vorwurf sei „vollkommen unzutreffend“. Strauß habe die WSG immer als verbotswürdig betrachtet und sie in Bayern sogar noch vor Innenminister Baum verbieten wollen. Am Folgetag erwirkte Tandler eine einstweilige Verfügung, die Schmidt die Aussage verbot, Tandler habe kein WSG-Verbot gewollt. Auch gegenüber Journalisten behauptete Langemann eine angebliche jahrelange Absicht von Strauß und Tandler, die WSG zu verbieten, und versuchte, deren Überwachung zu belegen. Tatsächlich hatte Bayerns Verfassungsschutz bis dahin keine eigenen Informationen über Köhler und dessen Kontakte zur WSG. Noch vor der Bundestagswahl erklärte Tandler, nach bisherigen Erkenntnissen habe ein Einzelner das Attentat verübt.
Die meisten bundesdeutschen Medienberichte blendeten konkrete politische Hintergründe des Attentats aus. Dafür kritisierten sie umso stärker seine Benutzung für den Wahlkampf, besonders durch Strauß und die CSU, und eine allgemeine Verharmlosung des Rechtsextremismus in der Bundesrepublik Deutschland. Zwei Artikel der IG Metall skandalisierten eine bewusste Bagatellisierung rechtsradikaler und rechtsterroristischer Strukturen durch Bayerns Staatsbehörden und kritisierten eine „christsoziale Rückendeckung“ für neonazistische Ausschreitungen. Um diese Hintergründe auszublenden, vertraten konservative Medien die These einer Verzweiflungstat eines Einzelnen. Zudem wies die Frankfurter Allgemeine Zeitung (FAZ) Linksliberalen eine Teilschuld am Attentat zu: Zuviel „Verständnis für den Terror als Methode“ in den Debatten zur RAF habe rechtsextreme Täter zu analogen Taten motiviert. Daher dürfe es nicht um rechts- oder linksextreme Täter gehen, sondern alle Demokraten müssten den „kollektiven Wahnsinn“ der Gewalt gemeinsam bekämpfen. Zur Abwehr der Frage nach rechtsextremen Strukturen diente auch der wiederkehrende Versuch, die Tat als vom Ministerium für Staatssicherheit (MfS) der DDR gelenkt darzustellen. So verwies Strauß am 29. September 1980 auf die DDR-Herkunft vieler WSG-Mitglieder; die FAZ griff diesen Verdacht dann auf. Zudem wurde die Einzeltäterthese völlig vom Rechtsextremismus abgekoppelt oder dieser mit dem Linksextremismus gleichgesetzt. Auch diejenigen Medien, die die Haltung der CSU angriffen, teilten den Grundkonsens, dass der Rechtsextremismus die demokratische Gesellschaft nicht gefährde. Diese Deutungen bestimmten die Rezeption des Attentats für lange Zeit.
2020 räumte der bayerische Innenminister Joachim Herrmann (CSU) ein, Strauß habe die Gefährlichkeit der WSG damals „völlig unterschätzt“. Gerhart Baums WSG-Verbot sei „absolut richtig“ gewesen.

## Erste Ermittlungen (1980 bis 1982)

### Bezüge zur rechtsextremen Szene
Am Tatabend bildete das LKA die Sonderkommission „Theresienwiese“, deren 50 Mitglieder bis zum nächsten Morgen Spuren am Tatort sicherten, Lage und Zustand der Toten fotografierten und Zeugen befragten. Aus der Obduktion der am schwersten verstümmelten Leiche schlossen sie, die Person habe die Bombe mit beiden Händen nach vorn gebeugt gehalten, als die Explosion ihr Gesicht und Kleidung verbrannte und beide Arme abriss. Der Zeuge Frank Lauterjung identifizierte die Leiche mit einem jungen Mann, der vor der Explosion einen Gegenstand im Papierkorb abgesetzt habe.
Nahebei lagen Köhlers Bundespersonalausweis und sein Studentenausweis mit seinem Wohnsitz in Donaueschingen. Das Informationssystem NADIS verzeichnete ihn als Anhänger der WSG. Im Februar 1976 hatte er an Karl-Heinz Hoffmann geschrieben, er wolle eine WSG-Gruppe in Donaueschingen aufbauen. Auf einer WSG-Mitgliedsliste von 1979 stand er an dritter Stelle unter 200 Namen. Diese Liste hatte die Polizei im September 1979 bei dem rechtsextremen Wehrsportler Odfried Hepp gefunden. Ein handschriftlicher Zettel Hepps führte Köhler als aktiven Anhänger der WSG und Teilnehmer an zwei Wehrsportübungen des Jahres 1977. Der letzte Kontakt mit ihm sei am 19. Mai 1977 erfolgt.
Wegen des Verdachts einer terroristischen Gruppentat übernahm Generalbundesanwalt Kurt Rebmann ab 27. September 1980 die Ermittlungen und erklärte öffentlich: Weil Köhler WSG-Mitglied gewesen sei, nehme man nicht an, dass er Alleintäter war. Rebmann ließ 20 WSG-Mitglieder festnehmen, darunter vier Männer, die am Tag des Attentats mit einem Fahrzeugkonvoi aus Bayern ausreisen wollten, aber von Österreichs Grenzschutz zurückgeschickt worden waren. In der Wohnung eines Mitglieds fand man Granaten und Sprengstoff, bei Hoffmann selbst Munition und Zündkapseln, aber keine direkten Bezüge zum Attentat. Alle hatten Alibis für dessen Zeitpunkt. Am 29. September 1980 mussten sie daher freigelassen werden.
Das WSG-Mitglied Albert K. wurde am 29. Oktober 1980 in Nürnberg festgenommen, weil er roten Phosphor (einen Bestandteil von Explosivstoffen) verschwinden lassen wollte. Im Verhör gab er zu, er sei zur Tatzeit in München gewesen. Die Sonderkommission glaubte jedoch seinem ursprünglichen Alibi und wies die Nürnberger Polizei an, ihn freizulassen.
Im Keller von Köhlers Elternhaus fand man Zündkapselreste, Behälter mit Sprengstoffzutaten und Quittungen für deren Einkauf, aber kein TNT. Zudem hatte er eine Handgranate mit TNT-Füllung und Zündern skizziert und sich chemische Formeln für Sprengstoffe notiert. Somit hatte er Kenntnis von Sprengsätzen. Später fand man im Keller einen Schraubstock mit eingeprägten Rillen, die sich auch auf Bruchstücken der Bombe fanden. Das galt als Beweis, dass er sie gebaut hatte. Weder in Köhlers Wohnräumen noch seinem PKW fand man Spuren des verwendeten TNT.
Am 27. September 1980 gaben die Neonazis Raymund Hörnle und Sibylle Vorderbrügge einen Hinweis auf die mögliche Herkunft des TNT. Sie waren als Tatverdächtige der Mordanschläge der Deutschen Aktionsgruppen (DA) vom Juli 1980 (zwei Tote) inhaftiert worden und gestanden nun: Im August 1980 habe der Waffenexperte Heinz Lembke ihnen militärischen Sprengstoff und Zündmittel zum Bombenbau angeboten. Er besitze Waffendepots im Wald und wolle Leute im Umgang mit Sprengstoff ausbilden. Bei einer Hausdurchsuchung bei Lembke am 29. September wurde kein Sprengstoff gefunden; nach Erddepots wurde nicht gesucht. Lembke gab an, er habe nie von Gundolf Köhler gehört. Am 26. Oktober 1981 fanden Waldarbeiter bei Lembkes Haus eins seiner Depots mit mehreren Kisten voller Waffen, Munition und Sprengstoff. Am 30. Oktober zeigte Lembke den Ermittlern 20 weitere Depots mit insgesamt 156 Kilo Sprengstoff und 2005 Sprengkapseln, verweigerte jedoch Angaben zu deren Herkunft. Ein Depot wollte er nicht preisgeben, um Kameraden nicht zu belasten. Es wurde nicht gefunden. Er kündigte ein Geständnis an, beging aber in der Nacht zum 1. November 1981 in der Haftzelle Suizid. Die Abschlussberichte zum Oktoberfestattentat erwähnten ihn nicht. Auch die Ermittler zu den DA-Anschlägen prüften nicht, ob Lembkes Sprengstoff für die Münchner Bombe geeignet war.
Am 7. Oktober 1980 fanden Ermittler einen Mitgliedsausweis der damals noch erlaubten Wiking-Jugend in Köhlers Zimmer. Er gehörte somit zum selben gewaltbereiten Neonaziumfeld wie der Rechtsterrorist Peter Naumann. Dieser hatte mit Lembke 1978 einen Sprengstoffanschlag begangen und seit 1980 eigene Depots mit Waffen und TNT angelegt. 1981 fand man Naumanns Fingerabdrücke auf einem Handbuch für Sabotage- und Sprengungstechnik in einem Depot Lembkes.
Anfang Oktober 1980 reisten Hoffmann und der Wehrsportler Walter Ulrich Behle nach Damaskus. Dort gestand Behle einem Barkeeper im Privatgespräch über das Attentat: „Das waren wir selbst.“ Man habe eine Bombe im Papierkorb deponiert, eine zweite in eine Abflussrinne gelegt. Wegen der Angaben des Barkeepers wurde Behle nach seiner Rückkehr im Juli 1981 erneut verhört und erklärte: Er sei betrunken gewesen und wisse nicht mehr, was er gesagt habe. Die Bundesanwaltschaft wertete sein Geständnis als „alkoholbedingte Aufschneidereien“.
Im Oktober 1980 wurde der 19-jährige Neonazi Stefan Wagner verhört und nannte als Alibi, er habe am Attentatstag gearbeitet und sich nur aus Wichtigtuerei vor Kollegen als WSG-Mitglied ausgegeben. Wagner war jedoch in Hoffmanns Blatt Kommando als Mitglied abgebildet. Am 2. August 1982 begann Wagner aus Wut über eine Fernsehdokumentation zur Hitlerjugend vom Balkon seines Hauses in Frankfurt am Main zu schießen, floh vor der Polizei ins Nachbarhaus, nahm dort Geiseln und erklärte ihnen, er habe als WSG-Mitglied am Oktoberfestattentat teilgenommen. Lebend werde man ihn nicht fassen. Am 3. August erschoss er sich. Auf Nachfragen zu Wagners Selbstbezichtigung verwies die Bundesanwaltschaft auf sein Alibi. Dieses war jedoch laut einem BKA-Beamten „aus taktischen Gründen“ nie überprüft worden. Wagner fehlte in der Liste der überprüften Personen im Kommissionsbericht.
Im Juli 1981 sagten die WSG-Aussteiger Arndt-Heinz Marx und Ralf Rößner aus: Köhler habe bei einer WSG-Übung mit 20 Teilnehmern, darunter Hoffmann, eine Handgranate geworfen und erklärt, er habe den Sprengstoff dafür selbst hergestellt. Es sei sein Hobby, er bastle in seinem Keller. Deswegen habe die WSG ihm den Spitznamen „Daniel Düsentrieb“ gegeben. Bei einer Übung 1976 habe Köhler wie andere Teilnehmer Tarnkleidung der Bundeswehr getragen. Einmal habe man über einen möglichen Bürgerkrieg gesprochen, aber einen Guerillakampf vorgezogen. Im Oktober 1981 bezeugte WSG-Mitglied Bernd Grett, ein Jugendlicher aus Donaueschingen habe um 1979 bei einer Wehrsportübung eine Rauchbombe gezündet. Diese Aussagen entkräfteten Erstaussagen von WSG-Mitgliedern, sie hätten Köhler nicht gekannt und bei ihren Treffen nicht gesehen. Dennoch verfolgten die Ermittler Köhlers Kontakte zur WSG bis 1982 nicht weiter.

### Hinweise auf Mittäter
Mehrere Zeugen sahen Köhler vor der Tat mit Begleitern in München. Am 21. September 1980 sah eine Zeugin beim gerade eröffneten Oktoberfest den Pkw mit dem Kennzeichen VS-DD 500, mit dem Köhler später zum Tatort fuhr. Darin saßen, so ihre Aussage, vorn zwei Männer, hinten zwei Männer und eine Frau; auf ihrem Schoß habe ein großer, in ein schwarzes Tuch gewickelter Gegenstand gelegen. Sie seien einem schwarz gekleideten Motorradfahrer, der ihnen im Vorbeifahren ein Zeichen gab, zum Festeingang gefolgt. Sie zeichnete vier der Personen für die Polizei; eine Zeichnung ähnelte Köhler stark. Dessen Mutter gab an, ihr Sohn sei an jenem Tag zuhause gewesen. Die Eltern waren jedoch an dem Tag verreist und hatten den Sohn erst abends angerufen. Dennoch stuften die Ermittler die Aussage der Zeugin als Irrtum ein, ohne ihren Zeichnungen nachzugehen und ihr Fotografien verdächtiger Personen vorzulegen. Ein Zeuge sagte 1981 aus, er habe Köhlers Pkw neben einem schwarz gekleideten Motorradfahrer mittags am 26. September durch München fahren gesehen. Ein weiterer Zeuge sah denselben Pkw etwa sechs Stunden vor der Tat mit einem kurzhaarigen Mann am Steuer und zwei Mitfahrern.
Weitere Zeugen sahen Köhler ab etwa 21:00 Uhr vor der Tat mit einem jungen Mann und einer dunkelhaarigen etwa 18-jährigen Frau am Tabakwarenstand bei der Brausebadinsel. Frank Lauterjung bezeugte, Köhler habe ab etwa 21:30 Uhr heftig mit zwei Männern mit kurzen Stoppelhaaren in grünen Parkas diskutiert, als kannten sie einander. Köhler habe einen kleinen Koffer in der einen, eine helle Plastiktüte mit einem schweren zylinderförmigen Gegenstand in der anderen Hand getragen. Etwa um 22:15 Uhr habe er die Tüte näher zum Festeingang getragen, sich gebückt und sie abgesetzt. Dann habe Lauterjung ein scharfes langes Zischen vernommen, die Tüte hochgehen und eine Stichflamme gesehen, einen lauten Knall gehört und sei bewusstlos geworden. Später habe er eine entstellte Leiche anhand der Haare und Kleidung als den toten Köhler wiedererkannt. Eine Frau sagte aus: Köhler und ein weiterer Mann hätten sich gegenübergestanden, beide mit den Händen an einem weißen Gegenstand, und offenbar daran gezerrt. Der Gegenstand sei in die Luft geflogen, dann habe sie einen hellen Lichtschein gesehen und zwei Beine, die aus dem Schein wegliefen. Direkt danach sei die Explosion gefolgt.
Der schwer verletzte Finanzbeamte Hans Roauer bezeugte im Oktober 1980 im Krankenhaus, er habe wenige Meter neben dem Papierkorb gestanden und ein dunkelfarbiges Auto mit mindestens drei Insassen am Bavariaring halten gesehen. Ein junger Mann, den er mit Köhler identifizierte, mit einer hellen Tüte in der Hand sei herangetreten und habe etwa 30 bis 60 Sekunden lang durch das offene Beifahrerfenster heftig mit den Insassen diskutiert, sei dann abrupt zum Papierkorb gegangen, habe sich darübergebeugt und die Tüte vorsichtig hineingelegt. Dann sei ein heller Schein und kurz darauf der Explosionsknall gefolgt, durch den er bewusstlos geworden sei.
Eine Zeugin fand kurz nach der Explosion eine Leiche mit abgerissenen Armen (Köhler) und sah wenige Meter entfernt zwei Männer. Der jüngere etwa 26-Jährige mit kurzen blonden Haaren habe wild um sich geschlagen und immer wieder geschrien: „I kann nicht mehr! I wollt’s nicht! I kann nichts dafür! Helft’s ma!“ Der ältere etwa 35-Jährige habe ihn vergeblich zu beruhigen versucht. Auf etwa zehn Fotografien der Polizei konnte die Zeugin keinen der beiden Männer wiedererkennen. Die Polizei veröffentlichte jedoch keine Zeugenaufrufe mit ihrer Beschreibung. Keine der Zeugenaussagen zu Begleitern Köhlers wurde in die Abschlussberichte aufgenommen.
Der IT-Fachmann Ramin A., der die Bombenexplosion wenige Meter entfernt überlebt hatte, bezeugte etwa sechs Wochen später: Mehrere Männer hätten kurz zuvor in Köhlers Umgebung gestanden. Weil sie nicht wie Oktoberfestbesucher aussahen, seien sie ihm aufgefallen. Die Aussage wurde notiert, aber nicht weiterverfolgt.
Andere Zeugen sahen nach der Explosion wenige Meter entfernt einen kleinen Koffer. Dieser blieb unauffindbar. Anhand Lauterjungs präzisen Aussagen rief die Polizei Köhlers Begleiter am 10. Oktober 1980 dazu auf, sich zu melden, jedoch erfolglos. Nach vier Wochen befragte eine Beamtin Lauterjung erneut und unterstellte, Köhler könnte seine Gesprächspartner gar nicht gekannt und nur eine Übernachtungsmöglichkeit gesucht haben. Dies widersprach der rund 45-minütigen Dauer des von Lauterjung beobachteten Gesprächs und der später vermuteten Suizidabsicht Köhlers. Die Ermittler hatten sich bis dahin auf die Einzeltäterthese festgelegt und schätzten Lauterjung anders als in seinen sechs vorherigen Vernehmungen nicht mehr als glaubwürdig ein. Im August 1982 starb der 38-jährige Hauptzeuge an Herzversagen. Obwohl die Ermittlungen noch liefen und Medien über Lauterjungs Tod berichteten, fehlte jeder Hinweis darauf im Schlussbericht.
In Köhlers Pkw waren 48 Zigarettenstummel gefunden worden. 36 davon waren laut dem BKA-Labor anderen Blutgruppen zuzuordnen als der Köhlers. Damit waren Mitfahrer erwiesen. Bis zum 2. Februar 1981 vernichtete die Polizei alle Saug- und Faserproben, darunter die Zigarettenreste.

### Anschlagsmotive
Seit Beginn der Täterfahndung berichtete der Staatsschutzbeamte Hans Langemann den Reportern Paul Limbach und Frank P. Heigl von der Zeitschrift Quick fortlaufend vom aktuellen Ermittlungsstand. Er nannte ihnen die Namen Köhlers und einer Bekannten, seine WSG-Kontakte, Hoffmanns Konvoi und weiteres aus dem Einsatztagebuch, das Quick dann für Exklusivberichte verwendete. Abends am 27. September 1980 machte Quick Köhlers Namen bekannt und bezeichnete ihn als Massenmörder. Die Weitergabe geschah ohne Wissen der Ermittler, brach eine vom Generalbundesanwalt zuvor verhängte Nachrichtensperre und wirkte als Vorverurteilung eines Einzeltäters.
Zuvor am Nachmittag befragte Quick-Reporter Michael Köhler, der sich als Bruder des Tatverdächtigen ausgab, Bürger in Donaueschingen. So erfuhren Köhlers Studienfreunde Peter Wiegand und Max Gärtner vom Tatverdacht und verabredeten, der Polizei gemeinsame Gespräche mit Köhler über Bombenanschläge und WSG-Chef Hoffmann zu verschweigen. In seinem ersten Verhör am 2. Oktober behauptete Wiegand, er kenne Köhler nur dem Namen nach. Gärtner bezeugte Köhlers rechtsradikale Tendenzen, sein Interesse für Militärkleidung, Chemikalien und Waffenteile, verschwieg aber wie verabredet Gespräche über Anschläge. Am 29. Oktober räumte Gärtner die Absprache und gemeinsame Gespräche der drei Freunde über eine mögliche Wahlbeeinflussung durch ein Bombenattentat ein. Am Folgetag bestritt Wiegand politische Tatmotive Köhlers und behauptete, Gärtner habe diese Motive erst aus Zeitungsberichten kombiniert.
Gärtner sagte aus, Köhler habe über „Wahlbeeinflussung durch Anschläge“ geredet, die man „den Linken in die Schuhe schieben“ könne. Er habe hochrangige Bundespolitiker als mögliche Anschlagsziele genannt und auch von einem „Anschlag auf die Wies’n“ gesprochen, den mindestens zwei Personen ausführen könnten: Einer müsse die Bombe zum Festzelt bringen, der andere fernzünden. Er habe seine Freunde jedoch nicht zum Mitmachen aufgefordert und auch keine anderen Personen erwähnt. Er, Gärtner, habe das alles damals nicht ernst genommen. Wiegand dagegen betonte, persönliche Rückschläge wie eine unglückliche Liebesaffäre, eine gescheiterte Diplomvorprüfung und Geldsorgen hätten Köhler negativ beeinflusst, bis er sich in einen „Universal-Hass“ gesteigert habe. Der Anschlag sei das Ergebnis dieser „persönlichen Katastrophe“. Die Ermittler fanden in Wiegands Wohnung einen Gesetzestext, in dem er § 138 des Strafgesetzbuchs („Nichtanzeige geplanter Straftaten“) unterstrichen hatte. Doch sie überprüften seine Angaben nicht, sondern entschieden sich, ihm zu glauben, übernahmen sein Bild vom irregeleiteten Einzeltäter und zitierten seine Aussage im Schlussbericht auf elf Seiten. Gärtners Angaben dagegen führten sie auf eine psychische Erkrankung zurück. Als unbedeutend stuften sie ein, dass Köhler Waffen gesammelt, bei der WSG trainiert und ein Bild Adolf Hitlers über sein Bett gehängt hatte. Trotz gegenteiliger Hinweise legten sie sich fest, dass Köhler die Tat aus vorwiegend persönlichen Motiven verübt habe. Dabei verließen sie sich ausschließlich auf Wiegands Aussage.
Protokolle von zwei internen Beratungstreffen zeigten den Kurswechsel: Am 8. Oktober 1980 hielt die Sonderkommission rechtsextreme Mittäter Köhlers noch für möglich, etwa aus dem Umfeld des Wehrsportlers Odfried Hepp. Damals erfuhren sie, dass Hepp ein V-Mann für das Landesamt für Verfassungsschutz Baden-Württemberg war. Dieses hatte auch Köhlers WSG-Kontakte registriert. Am 14. Oktober nahmen auch zwei Vertreter des Bundesnachrichtendienstes (BND) am Beratungstreffen teil. Von da an sprachen die Ermittler nur noch vom Alleintäter Köhler.
Bis zum 13. Mai 1981 fasste Kriminalkommissar Peter Kitschler 26 Aktenbände mit 501 Beweismitteln zum 187-seitigen „Schlussvermerk“ der Sonderkommission zusammen. Das LKA übergab diese Akten und Asservate der Bundesanwaltschaft. Darauf basierend setzte diese die Ermittlungen bis zum 23. November 1982 fort und fasste sie in einem 96-seitigen Abschlussbericht zusammen. Der erste Bericht stufte Köhler als Alleintäter ein; der zweite erwähnte Hinweise auf Mittäter, deren Beteiligung nicht nachweisbar sei. Köhler habe wahrscheinlich „aus einer schweren persönlichen Krise und/oder aus übersteigertem Geltungsbedürfnis“ heraus gehandelt. Als Motivbündel wurden partnerschaftliche Probleme mit Frauen, Misserfolge beim Studium, enttäuschte Wünsche nach Anerkennung und fehlgeschlagene Profilierungsversuche, negativ beurteilte Zukunftschancen und wirtschaftliche Sorgen aufgezählt. Die Ermittlungen wurden eingestellt, weil der Bombenleger tot war und Beteiligte aus der WSG oder andere Mittäter nicht ermittelt wurden.

## Vorstöße zur Wiederaufnahme

### Erster Wiederaufnahmeantrag
Im Auftrag von zunächst zwei schwer verletzten Bombenopfern beantragte der Münchner Anwalt Werner Dietrich ab Dezember 1982 Akteneinsicht. Als dies im Januar 1983 bekannt wurde, meldeten sich viele Zeugen bei ihm, die Begleiter Köhlers gesehen hatten. Daraufhin beantragte Dietrich die Wiederaufnahme des Verfahrens. Der Journalist Ulrich Chaussy berichtete darüber. Im Mai 1983 erhielt er Kopien der beiden Schlussberichte und begann seinerseits, den Ermittlungsverlauf zu prüfen. Im Juni 1984 lehnte Generalbundesanwalt Rebmann die Wiederaufnahme ab. Er glaubte den Zeugen, die Köhler für den 21. September 1980 ein Alibi gegeben hatten, und schloss aus, dass Stefan Wagners Suizid und Frank Lauterjungs Tod drei Tage später mit dem Attentat zu tun hatten.
Bis 1985 fand Chaussy durch akribische Nachprüfung heraus, dass Wiegand die Ermittler getäuscht und sie seine Angaben nicht überprüft hatten. So hatte Köhler im Sommer 1980 einen Bausparvertrag abgeschlossen, seine Miete regelmäßig bezahlt und war nach Griechenland und Jugoslawien gereist. Er hatte kurz vor dem Oktoberfest 1980 eine Band gegründet und einen Tag vor dem Attentat einen Vortrag über „Konzentrationslager in Baden-Württemberg“ besucht. Er hatte also weder Geldsorgen noch war er apolitisch noch „lebensunlustig“. Ferner hatte Wiegand das falsche Alibi der Mutter Köhlers für den 21. September 1980 gestützt. Chaussy kritisierte vor allem Hans Langemanns Vorgehen: Dieser habe den einzigen erfolgversprechenden Ermittlungsansatz unter Köhlers Freunden durch die vorzeitige Bekanntgabe seines Namens zerstört. Die Bundesanwaltschaft habe Wiegands „dilettantischen Charakterentwurf“ zur „offiziell anerkannten Version“ erhoben, obwohl gerade sein Zeugnis Anlass zur Skepsis geboten hätte. Spuren, die nicht zur Einzeltäterthese passten, seien „nur halbherzig“ verfolgt worden. So sei Walter Behles Aussage nur wegen seines eigenen späteren Dementis verworfen worden.
In seinem Buch Oktoberfest. Ein Attentat (1985) führte Chaussy diese Kritik aus und erhielt in den Folgejahren immer wieder neue Zeugenhinweise dazu. Im Jahr 2000 machte er weitere Ungereimtheiten der Ermittlungsakten publik: Wiegand habe die Ermittler wochenlang irregeführt und verheimlicht, dass er mit Köhler Waffenhändler in der Schweiz besucht hatte. Um nicht selbst in Verdacht zu geraten, habe er persönliche Tatmotive Köhlers behauptet. Trotz widersprechender Aussagen hätten die Ermittler ihn ab November 1980 zum vertrauenswürdigsten Zeugen erklärt. Dies lasse sich nicht auf eine politische Anweisung zurückführen, wohl aber auf eine Tendenz deutscher Strafverfolgungsbehörden, Rechtsterroristen keine rationale Planung von Anschlägen zuzutrauen, Bezüge zwischen Tätern und Anstiftern zu bestreiten und Tathintergründe nicht aufzuklären.

### Spekulationen
Am 6. Oktober 1980 verfasste Karl-Heinz Hoffmann im Libanon eine antisemitische Verschwörungstheorie: Er bestritt jede Beteiligung deutscher Neonazis am Oktoberfestattentat und behauptete, Israels Geheimdienst habe es geplant und durchgeführt. Israel habe damit die laufenden Handelskontakte der WSG zur PLO unterbinden, weitere bundesdeutsche Reparationszahlungen herbeiführen, durch von Juden kontrollierte Medien die Gefahr eines Wiedererstarkens des Nationalsozialismus überzeichnen, die WSG als „wichtigste Rechtsgruppe“ und ihren „als charismatische Person gefürchteten Führer“ (Hoffmann) ausschalten wollen. Diese Theorie kann dem WSG-Mitglied Uwe Behrendt das Motiv für seinen Mord am Rabbiner Shlomo Lewin und dessen Lebensgefährtin Frida Poeschke geliefert haben. Denn nach Hoffmanns eigener Aussage begründete Behrendt den Mord am 19. Dezember 1980 als „Rache für das Oktoberfest-Attentat“, weil dieses Hoffmann „innerlich kaputtgemacht und seelisch aufgerieben“ habe. 1984 behauptete Hoffmann in einem Roman, die Oktoberfestbombe sei ferngezündet worden; später ergänzte er, unbekannte Hintermänner hätten Köhler auf diese Weise ermordet, um den Verdacht auf seine WSG zu lenken. 2011 bekräftigte er in seinem Buch Die Oktoberfestlegende: Das Attentat habe sich gegen ihn persönlich gerichtet, „um mich als vermeintliche politische Gefahr für das bundesdeutsche Establishment und die dahinter stehenden, global agierenden Mächte ein für alle Mal unschädlich zu machen“.
Der umstrittene Historiker Daniele Ganser behauptete in seinem Buch NATO-Geheimarmeen in Europa (2005), am Oktoberfestattentat sei eine deutsche Stay-behind-Organisation (SBO) beteiligt gewesen, zu der Heinz Lembke gehört habe. Dessen Waffenlager und geäußerte Angst vor einem sowjetischen Überfall schienen zur Aufgabe einer SBO zu passen. Der Journalist Tobias von Heymann beschrieb 2008 Abhörprotokolle der DDR-Staatssicherheit (Stasi), wonach sich nahe Lembkes Wohnort die Funkstation einer „Gruppe 27“ mit Kontakten zum BND befand. Dies stärkte die Vermutung, Lembke könnte SBO-Agent gewesen sein. Darum stellte die Bundestagsfraktion Bündnis 90/Die Grünen im Juni 2009 eine ausführliche Kleine Anfrage zu möglichen Bezügen zwischen der WSG, deutschen SBOs und der italienischen Gladio. Die Bundesregierung räumte vom BND betreute SBO-Funkstützpunkte ein, ließ aber offen, ob Lembke dazu gehört hatte. BND-Sprecher bestritten, dass der BND Waffenlager angelegt hatte. Chaussy warnte daher:

„Je ungeklärter ist, wer genau zusammengewirkt hat, desto ungebremster sprießen Verschwörungstheorien über einen Anschlag, dessen Urheber sich nicht zu ihrer Tat bekannt haben und von dem nicht einmal klar ist, ob er so abgelaufen ist, wie er geplant war.“

Er kritisierte aber auch, dass die Berichte von 1981/1982 Lembkes Waffendepots nicht erwähnt und die Ermittler nicht geprüft hatten, ob der Sprengstoff der Oktoberfestbombe daher stammte. Eventuell habe Rebmann eine öffentliche Debatte um SBO-Einheiten vermeiden wollen.
2010 zeigten Privatbriefe neue Details zu Frank Lauterjungs Vorgeschichte: Er war um 1965 beim rechtsextremen Bund Heimattreuer Jugend (BHJ) „Zweiter Bundesführer“ und „Standortführer“ gewesen und hatte Zeltlager organisiert. Andere Gruppenleiter hatten ihn bald als vom Verfassungsschutz eingeschleusten Provokateur verdächtigt und aus dem BHJ ausgeschlossen. Darum vermuteten Journalisten, Lauterjung könnte 1980 einen Behördenauftrag gehabt haben, Köhler zu beschatten.
Im März 2013 beeidete der Zeuge Andreas Kramer in einem Prozess in Luxemburg: Sein verstorbener Vater sei Mitarbeiter des BND und Offizier einer SBO der NATO gewesen, habe in deren Auftrag an der Bombenlegeraffäre (1984–1986) mitgewirkt und den Sprengstoff für das Oktoberfestattentat geliefert. Dazu berief sich Kramer auf Gansers Publikation von 2005 und gab sich selbst als Historiker aus. Seine Familienangehörigen bezeugten, er sei als notorischer Lügner vor Gerichten bekannt. Kramer wurde später als Hochstapler überführt. Zuvor hatte er seine Behauptungen in mehreren Zeitungsinterviews bekräftigt. Im Mai 2013 verlangte die Fraktion Die Linke im Bundestag daher Aufklärung über BND-Akten zum Attentat. Die Bundesregierung antwortete, sie habe keine Hinweise auf eine BND-Tätigkeit von Kramers Vater, einem früheren Bundeswehroffizier. Dennoch veranlasste sie den Generalbundesanwalt, eine mögliche Beteiligung von BND-Agenten am Oktoberfestattentat zu prüfen.
Im Februar 2014 vermittelte Jürgen Elsässer, Herausgeber des rechtsextremen Magazins Compact, ein Gespräch zwischen Daniele Ganser und Karl-Heinz Hoffmann zum Oktoberfestattentat. Die Sozialwissenschaftlerin Jutta Ditfurth beschrieb die Interessen daran als klar: „Hoffmann (ich war’s nicht), Ganser (die Nato war’s) und Elsässer (eine höhere Auflage)“. Ganser sehe „überall geheime Mächte am Werk, vor allem die Nato und die USA“.
Die Historiker Erich Schmidt-Eenboom und Ulrich Stoll urteilten 2015 nach der Auswertung der Stasidokumente, es gebe „bis heute keine belastbaren Belege für eine Verbindung zwischen der Stay-Behind-Organisation und den Attentätern von München“.

### Bezüge zum Anschlag von Bologna
Beim Anschlag von Bologna am 2. August 1980 hatten italienische Neofaschisten 85 Menschen ermordet. Münchner Zeitungen hatten kurz nach dem Oktoberfestattentat Bekenneranrufe erhalten, in denen eine Frauenstimme sagte: „Wir sind die Rechten von Bologna“. Sie hätten die Bombe in München platziert.
Heymanns Publikation von 2008 stärkte Spekulationen, das Oktoberfestattentat sei wie der Anschlag in Bologna eine SBO-Aktion gewesen, nur diesmal gescheitert, weil der Attentäter dabei umkam und so der rechtsextreme Hintergrund aufflog. Chaussy und Dietrich mieden diese These, begrüßten aber, dass der Generalbundesanwalt die Stasi-Akten zum Attentat einsehen wollte.
Einige Täter des Anschlags in Bologna waren 1995 in Italien verurteilt worden. Deutsche Behörden erhielten jedoch bis 2010 keine Protokolle ihrer Vernehmungen. Daher forderte der Rechtsanwalt und Bundestagsabgeordnete der Grünen Hans-Christian Ströbele, mögliche Bezüge von Köhlers Umfeld zu diesen Tätern zu prüfen.
Im Januar 2014 fand der Bayerische Rundfunk (BR) in BND-Akten Vermerke, wonach WSG-Mitglieder 1980 in einem Ausbildungslager im Libanon mit italienischen Rechtsextremen über mögliche Anschläge in der Bundesrepublik und Italien gesprochen hatten. Teilnehmer dieses Lagers waren Tatverdächtige des Anschlags in Bologna. Dieser zeigte laut BR „erstaunliche Parallelen“ zum Oktoberfestattentat. Falls Hinweise auf eine geplante Serie sich erhärten ließen, sei die Einzeltäterthese nicht mehr haltbar.

### Zerstörte Asservate
Am 3. Oktober 2008 bat Chaussy Generalbundesanwältin Monika Harms per Brief, ein 1980 gefundenes Fragment einer menschlichen Hand einer DNA-Analyse zu unterziehen. Es könne laut Akten weder Köhler noch anderen bekannten Opfern, aber einem Mittäter gehört haben, der sich nicht als Opfer registrieren ließ. Somit biete die Analyse die Chance neuer Ermittlungsansätze. Mitte November antwortete Bundesanwalt Walter Hemberger: Alle bei der Bundesanwaltschaft vorhandenen Asservate seien „zwischenzeitlich vernichtet worden“. Das Handfragment sei nicht dabei gewesen; dazu forsche er noch nach. Rückfragen, wer die Asservatsvernichtung anordnete, warum und wann, was vernichtet wurde und was mit anderen Asservaten geschah, wollte er nicht beantworten. Bundesanwalt Bernd Steudl teilte Chaussy Ende Februar 2009 „abschließend“ mit, auch beim LKA seien keine Asservate mehr vorhanden. Das Handfragment sei „nach Aktenlage“ Köhler zuzuordnen.
Werner Dietrich erfuhr vom BKA, dass die Asservate vernichtet wurden, weil der Fall als aufgeklärt gelte. Eventuelle Mittäter seien nicht gefunden worden. Es gebe keine Zweifel, dass Köhler den Anschlag als Einzeltäter verübt habe. Das LKA bekräftigte, das Vernichten von Asservaten sei bei aufgeklärten Fällen üblich und geboten. Dem widersprach Dietrich: Der Fall sei nicht rechtskräftig abgeschlossen. Mord verjähre nicht. Die Vernichtung aller Asservate grenze an Strafvereitelung im Amt.
Im April 2010 teilte Bernd Steudl mit: Ein Sachbearbeiter des LKA habe der Leiterin der Asservatenkammer der Bundesanwaltschaft Ende 1997 (als DNA-Analyse längst möglich war) erlaubt, die Asservate wegen Platzmangels zu vernichten. Darunter hätten sich keine Wertsachen befunden. Weil Köhler als Alleintäter festgestellt worden sei, könne es definitionsgemäß kein Verfahren gegen Unbekannt geben, für das die Asservate hätten aufbewahrt werden müssen.

### Verschwundene Handfragmente
Bis etwa 24:00 Uhr am Tatabend waren alle Leichen und Körperteile vom Tatort abtransportiert worden. Danach fand ein Verkehrspolizist etwa 25 Meter vom Tatort entfernt bei der Brausebadinsel eine abgetrennte Hand. Er verständigte einen Kollegen, der sie bergen sollte. Sie wurde zunächst in das LKA gebracht, wo man Fingerabdrücke davon sicherte. Am 2. Oktober 1980 erhielt das Rechtsmedizinische Institut München die Hand mit dem Auftrag, eine serologische oder andere Zuordnung zu den Leichen zu prüfen. Das angeforderte Gutachten fehlt in den Hauptakten. Die Hand wurde nicht mit den übrigen Asservaten an die Bundesanwaltschaft übergeben und blieb unauffindbar.
Köhlers Fingerabdrücke waren nicht behördlich erfasst und wurden erst nach der Tat in seinem Elternhaus, in und an seinem Pkw, dessen Kofferraum und dem Werkzeugkasten darin gesichert. Keiner dieser Abdrücke stimmte mit denen der gefundenen Hand überein. Nur ein einziger Abdruck auf einem Blatt in Studienunterlagen Köhlers war identisch. Dennoch wurde die Hand Köhler zugeordnet, weil sie sich auch keinem anderen Anschlagsopfer zuordnen ließ. Der Kommissionsbericht vermerkte lapidar: „Eine serologische Zuordnung zur Leiche des Gundolf Köhler war nicht möglich.“ Seine andere Hand sei trotz intensiver Suche nicht gefunden und wohl „durch den Explosionsdruck zerfetzt“ worden. Dass dieser beide Hände zerfetzt haben musste, blieb unberücksichtigt. Zudem konnte das Handgewebe, von dem man Fingerabdrücke sichern konnte, nicht verbrannt sein und daher auch serologisch untersucht werden: Das bestätigte später Katja Anslinger, die Leiterin des DNA- und Serologielabors der Münchner Rechtsmedizin. Nach den Aktenvermerken hatte also ein Abgleich mit Körperteilen aller bekannten Toten inklusive Köhlers stattgefunden und war negativ ausgefallen. Keiner der 211 registrierten Verletzten hatte eine so schwere Handverletzung erlitten. Chaussy schloss: Die Hand gehörte einem Unbekannten, der sich sehr nahe bei der explodierenden Bombe befunden haben musste.
Dem widersprach 2010 Frank Wallenta als Sprecher der Bundesanwaltschaft: Die abgerissene Hand sei Köhler zuzuordnen, weil ihre Fingerabdrücke an vielen verschiedenen Schriftstücken aus Köhlers Besitz sichergestellt worden seien. Sie sei wegen ihres schlechten Zustands nicht serologisch untersucht worden.
Der BKA-Sprengstoffexperte Gerd Ester und sein LKA-Kollege Hermann Suchenwirth hatten die Bombe 1980 nachgebaut und ihre Wirkung an einem ebenfalls nachgebauten Tatort getestet. Das Verletzungsbild einer Testpuppe entsprach exakt Köhlers Torso: Gesicht und Kleidung verbrannten, beide Unterarme wurden symmetrisch abgerissen und zerfetzt. Im Sommer 2013 traf sich Ester mit Chaussy, studierte Köhlers Notizen und folgerte: Köhler könne die Münchner Bombe mit ihrem komplizierten zweiphasigen Zündmechanismus unmöglich allein gebaut haben. Für einen Suizid hätte es keinen Sinn ergeben, sich erst das Gesicht zu verbrennen. Ferner könne kein Handteller mit Fingern übrig geblieben sein. Die gefundene Hand könne Köhler nicht gehört haben. Chaussy vermutete, sie könne dem Mann gehört haben, der laut einer Zeugin kurz vor der Explosion mit Köhler um die Bombe rang und davonlief.
Bis Juni 2014 teilte der Rechtsmediziner Wolfgang Eisenmenger mit: Das Rechtsmedizinische Institut hatte zwar den Empfang der Hand protokolliert, aber im Archiv fehlte das beantragte serologische Gutachten, das Laborbuch für Oktober 1980 und jeder Eintrag, was mit der Hand weiter geschehen war. Nach dem üblichen Verlauf wäre sie mit dem Gutachten an das LKA zurückgeschickt worden. Auf dessen Asservatenliste war nur bei der abgetrennten Hand unter der Rubrik „Ursprung/Herkunftsvermittlung“ ein handschriftlicher Buchstabe f („fehlt“?) vermerkt.
Im März 2014 bestätigte der Polizist Markus L., er habe auf der Verkehrsinsel eine weiche, abgerissene Hand mit mehreren Fingernägeln gefunden und dies der Spurensicherung mitgeteilt. Im Februar 2015 ergänzte der Polizist Günther G., er habe die Hand geholt. Sie habe noch vier Finger gehabt, sei fleischig und blass, aber unverletzt und ohne Blut-, Brand- und Schmauchspuren gewesen. Er habe den Fundort markiert und die Hand der provisorischen Einsatzzentrale übergeben. Man habe ihn nie zu dem Fund befragt. Im März 2015 teilte Bundesanwalt Thomas Beck Chaussy mit: Man habe die Fingerabdruckkarte zu der Hand wiedergefunden. Danach habe sie nur aus einem einzigen, stark verschmauchten „Leichenfinger“ bestanden. Dessen „Ablageort“ hatte die erste Kommission sechs Meter vom Sprengzentrum entfernt markiert. G. schloss aus, dass er die Hand dort hingelegt hatte. Demnach wurden zwei verschiedene Handfragmente an zwei Orten gefunden und irrtümlich oder absichtlich identifiziert. Chaussy schloss aus den noch vorhandenen Aktenvermerken, dass beide Beweisstücke und das serologische Gutachten bis Mai 1981 im LKA beseitigt wurden.
Zwischen Januar 1983 und November 1984 erzählte ein anonymer Telefonanrufer Werner Dietrich: In einer Klinik oder einem Krankenhaus in Norddeutschland sei ein Mann ohne Hand aufgetaucht, einige Tage behandelt worden und dann „abgehauen“. Der Mann habe „ängstlich, gestresst und gehetzt“ gewirkt. Vor Rückfragen legte der Anrufer auf.
Im Februar 2015 meldete sich eine ehemalige Krankenpflegerin bei Chaussy und sagte aus: Sie habe kurz nach dem Anschlag im Oststadtklinikum Hannover einen jungen Mann versorgt. Diesem habe eine Sprengstoffexplosion den Unterarm abgerissen. Er habe nichts über den Hergang gesagt und Besuch von Männern aus der rechten Szene erhalten. Nach fünf Tagen sei er plötzlich spurlos verschwunden. Unklar blieb, wie der Unbekannte eine so schwere Verletzung ohne Soforthilfe überleben konnte und warum er nach der Erinnerung der Zeugin keine weiteren Verletzungen hatte.
Im September 2015 sagte G. vor der neuen Ermittlungskommission aus und berichtete: Der vernehmende Beamte habe ihm unterstellt, er habe eine „Räuberpistole“ erfunden. G. hielt an seiner Aussage fest. Chaussy folgerte, auch die neue Kommission versuche offenbar, Spuren wegzuerklären, die gegen die Einzeltäterthese sprachen.
2016 sagte die Zeugin Juliette M. zu Chaussy, sie habe Minuten nach der Explosion einige Meter neben dem Sprengzentrum einen stark verbrannten und zerfetzten Leichenfinger gefunden. Ihre Angabe entsprach der Tatortskizze für den „Ablageort“ des Handtellers und bestätigte die Annahme, dass zwei verschiedene Handfragmente gefunden wurden, die beide aus den Asservaten verschwanden.

### Aktenzugang
2006 nahm Chaussy seine Recherchen zum Attentat für den Dokumentarfilm Anschlag auf die Republik wieder auf. Seit 2009 begleitete ihn dabei der Dokumentarfilmer Daniel Harrich. Im August 2010 erhielten Chaussy und Dietrich im Bundesarchiv Akteneinsicht und stellten fest, dass das LKA der Bundesanwaltschaft nicht alle seine Spurenakten geliefert hatte. Das LKA verweigerte Dietrich die Akteneinsicht, die die Bundesanwaltschaft ihm gewährt hatte.
Im Frühjahr 2011 beschloss der Landtag Bayern einstimmig, sich für die Wiederaufnahme der Ermittlungen einzusetzen und einen eigenen Untersuchungsausschuss zu erwägen, falls der Bundesgerichtshof die Wiederaufnahme ablehnen werde. Dietrichs zweiter Wiederaufnahmeantrag von 2011 wurde ebenfalls abgelehnt.
Im Oktober 2011 berichtete Der Spiegel über bisher unveröffentlichte Ermittlungsakten. Danach wussten die Behörden schon 1980, dass Köhler „fest in einem Milieu militanter Neonazis verwurzelt“ gewesen sei, die „ihrerseits teils intensive Kontakte zu CSU-Funktionären pflegten.“ Die Akten belegten sein rechtsterroristisches Tätermotiv: „Er wollte offenbar dem damaligen Kanzlerkandidaten Franz Josef Strauß kurz vor der Bundestagswahl zur Macht verhelfen.“ Dazu zitierte der Bericht Gärtners Aussage.
Seit 2011 erstellten Harrich und Chaussy auf der Basis seines Sachbuchs von 1985 ein Filmdrehbuch. Am 11. Juni 2013 wurde der Spielfilm „Der blinde Fleck“ in München uraufgeführt. Dabei versprach Bayerns Innenminister Joachim Herrmann, dem Opferanwalt Werner Dietrich Einblick in alle ungeschwärzten Spurenakten des LKA zu erlauben.
Im Frühjahr 2014 erhielt Dietrich alle Akten des LKA zum Attentat mit knapp 10.000 Seiten und 887 Spuren. Obwohl viele Namen, Adressen und Telefonnummern darin geschwärzt waren, fand er Hinweise auf den Kurswechsel der früheren Sonderkommission und auf mögliche Mittäter. Laut Spur 253 erfuhren die Ermittler früh von Lembkes Sprengstoffdepots, untersuchten diese aber ein Jahr lang nicht und notierten zuletzt nur Lembkes Suizid. Demnach hatten die Ermittler die Verfahren zu Köhler und Lembke zusammengeführt, Lembke aber nicht verhört, die bei ihm gefundenen Kampfmittel nicht mit der Münchner Bombe abzugleichen versucht und nicht einmal nach der Herkunft des TNT gefragt. Sie hatten vermerkt, Erkenntnisse über Lembke seien „nur zum Teil gerichtsverwertbar“. Laut Dietrich wurden solche Vermerke nur bei V-Leuten oder Geheimdienstmitarbeitern angelegt. Die Bundeswehr hatte Lembkes Kampfmittel zeitnah vernichtet. Anfang Mai 2014 beantragte Dietrich daher Einsicht in Akten der Verfassungsschutzämter von Bayern und Baden-Württemberg und des BND. Im Juni 2014 gab er die neuen Funde bekannt. Der bayerische Innenminister Joachim Herrmann räumte ein, dass es noch nicht ausgewertete Akten gebe.

### Weitere Zeugenaussagen
Im Juli 2010 räumte Staatsanwalt Klaus Pflieger, der bis Mai 1981 zu Köhler ermittelt hatte, gegenüber Chaussy ein: Das Motivbündel im Abschlussbericht von 1982 sei nahe an Spekulation. Man habe aus Mangel an konkreten Beweisen einen Suizid Köhlers nicht ausschließen wollen. Vermutlich hätten sich persönliche und politische Tatmotive bei Köhler gemischt; das könne er aber nicht belegen.
Ab Dezember 2013 prüfte die Bundesanwaltschaft, ob es genug neue Hinweise für eine Wiederaufnahme der Ermittlungen gebe. Am 15. Januar 2014 versprach Bundesjustizminister Heiko Maas, beim Vorliegen neuer Erkenntnisse würden die Ermittlungen wieder aufgenommen. Er verwies dazu auf Versäumnisse bei der Aufklärung der NSU-Morde.
Ab 2013 meldeten sich viele frühere Zeugen bei Werner Dietrich, um die Wiederaufnahme der Ermittlungen zu unterstützen. Hans Roauer bekräftigte seine Aussage von 1980 und bot an, in seinem Körper verbliebene Metallsplitter als mögliche Beweismittel herausoperieren zu lassen. Im Januar 2015 präzisierte er auf einer Tatortskizze, wo er Köhlers heftigen Wortwechsel mit Insassen eines dunklen Wagens beobachtet hatte. Seine damalige Aussage sei nur notiert, nicht von ihm signiert worden. Sie fehlte in den Haupt- und Spurenakten von 1982.
Anfang 2014 bezeugte ein Ehepaar schriftlich: Sie hätten sechs bis sieben Meter entfernt von Köhler gestanden und bei ihm zwei junge Männer in dunklen Parkas gesehen, die kurz vor der Bombenexplosion schnell weggelaufen seien. Dies bestätigte die Angaben von Frank Lauterjung und Ramin A., die 1980 ebenfalls mehrere Männer in grünen Parkas nahe bei Köhler bezeugt hatten. Im September 2014 meldete sich Ramin A. bei Dietrich und bekräftigte seine frühere Aussage. Die Ermittler hätten sich damals ausdrücklich nicht für die von ihm beobachteten Männer interessiert.
Zudem meldete sich eine neue Zeugin. Sie hatte 1980 Sprachkurse in einer Aussiedlerunterkunft in München gegeben. Einer ihrer Schüler, Andreas W., sei ihr als bekennender Rechtsextremer aufgefallen. Mittags am 27. September 1980 habe sie versehentlich die Tür seines Spinds geöffnet und darin zwei Pistolen und einen Stapel Flugblätter gefunden. Darauf sei ein lobender Nachruf auf Köhler und dessen „ehrenwerten Heldentod“ beim Oktoberfest abgedruckt gewesen. Sie habe W. nichts gesagt und den Fund nachmittags beim Münchner Polizeipräsidium angezeigt. Weil ihr Schüler sie nicht bedroht oder misshandelt hatte, habe der Beamte ihre Aussage nicht aufgenommen und sie weggeschickt. W. habe am nächsten Tag gesagt, er wolle Freunde in Argentinien besuchen, und sei aus München verschwunden.
Nach dieser Aussage ermittelten Fahnder Andreas W.s aktuellen Aufenthaltsort. Die Zeugin hatte laut Werner Dietrich einen plausiblen Grund dafür, dass sie 34 Jahre lang geschwiegen hatte. Sie sagte auch, die Polizei habe sie nach ihrer Anzeige sechs Wochen lang beschattet. Unbekannte hätten sie nachts angerufen und bedrohlich über ihre Familie geredet. Ihre Aussage legte Mitwisser aus Neonazikreisen und eine Gruppentat nahe. Dietrich sah darin einen „eindeutigen Beweis dafür, dass Köhler Hintermänner hatte“. Er vermutete, dass Köhlers Mitverschwörer ihn als Zeugen loswerden wollten und er deshalb bei der Bombenexplosion starb.
Mit diesen neuen Aussagen stellte Dietrich am 25. September 2014 beim Generalbundesanwalt seinen dritten Wiederaufnahmeantrag. Am 11. Dezember 2014 präsentierte er fünf aussagebereite Überlebende des Anschlags, die er über die Verletztenlisten gefunden hatte.

## Erneute Ermittlungen (2014 bis 2020)

### Auftrag und Leitung
Noch am selben Tag (11. Dezember 2014) ordnete Generalbundesanwalt Harald Range die Wiederaufnahme der Ermittlungen an und beauftragte das LKA Bayern, sie durchzuführen. Er verwies vor allem auf die neue Münchner Zeugin und versprach, allen Ansatzpunkten nachzugehen, um die Tathintergründe aufzuklären. Die neue „Sonderkommission 26. September 1980“ hatte 21 Mitglieder und sollte nicht nur neue Spuren und Zeugenhinweise, sondern auch die ersten Ermittlungen überprüfen. Leiter waren die Bundesanwälte Thomas Beck, Herbert Diemer, Stephan Stolzhäuser und Jochen Weingarten.
Chaussy begrüßte die Wiederaufnahme als historischen Erfolg, betonte aber, die neue Kommission müsse auch die Ursachen früherer Ermittlungsfehler aufklären. Diese könnten von Schlamperei, Unprofessionalität, Verharmlosung gewaltbereiter rechtsextremer Netzwerke bis zu Vertuschung und Strafvereitelung reichen. Er kritisierte, dass wieder dieselben Behörden ermitteln sollten, die früher „offenkundige Fehlleistungen“ begangen hätten: „Eine unabhängige Ermittlungsgruppe wäre besser gewesen.“ Alles hänge nun an den neuen Zeugenaussagen und kritischer Auseinandersetzung der neuen Ermittler mit den Fehlern ihrer Vorgänger. Werner Dietrich betonte, man müsse beachten, welche Beamten das LKA in die neue Kommission berufen werde. Viele der ersten Ermittler hätten Zeugen wie Lügner behandelt.
Im Dezember 2016 wurde bekannt, dass das LKA Bayern intern gegen den Kommissionsleiter ermittelte, weil er in einem anderen Fall der Strafvereitelung im Amt, Urkundenfälschung und Falschaussagen vor Gericht verdächtigt wurde. Daraufhin beantragte Dietrich, den Leiter sofort in seinem Amt abzulösen, da er dafür nach Ansicht seiner 15 Mandanten zu vorbelastet und ungeeignet sei. Zudem beantragte Dietrich, die Ermittlungen an ein anderes Landeskriminalamt abzugeben, da das LKA Bayern die frühere Ermittlungsarbeit der eigenen Kollegen kaum vorurteilsfrei und unbefangen überprüfen könne. Am 19. Dezember löste das LKA den Kommissionsleiter ab. Der Generalbundesanwalt bestritt jedoch seine Befangenheit und nannte den Grund der Ablösung nicht. Das LKA betonte, der Nachfolger habe schon viel mit der Kommission zu tun gehabt und gewährleiste die Kontinuität ihrer Arbeit.

### Kampf um Geheimdienstakten
Im Januar und April 2012 hatte der Landtagsabgeordnete Sepp Dürr (Grüne) mehrere parlamentarische Anfragen zu Karl-Heinz Hoffmann an die Bayerische Staatsregierung gestellt. Diese hatte daraufhin nur Hoffmanns schon bekannte Aktivitäten bestätigt, aber kein Wissen von V-Leuten zur Neonaziszene Bayerns preisgegeben. Im Juli 2012 fragte Sepp Dürr nach möglichen Bezügen der WSG zur palästinensischen Terrorgruppe „Schwarzer September“. Weil die Staatsregierung ihr Wissen dazu nicht preisgab, legte er Beschwerde beim bayerischen Verfassungsgericht ein und erhielt im März 2014 weitgehend Recht: Bayerns Innenminister habe Auskünfte über V-Leute in der Neonaziszene, zu rechtsextremen Aktivitäten Hoffmanns und zum Oktoberfestattentat zu Unrecht pauschal und ohne plausible Begründung verweigert.
Am 4. Januar 2015 forderte Harald Range das Bundesamt für Verfassungsschutz (BfV) und den BND auf, ihre Aktenbestände über das Oktoberfestattentat herauszugeben. Im Februar 2015 fragte die Linksfraktion im Bundestag, ob WSG-Mitglieder vor oder nach dem Attentat als V-Leute für deutsche Geheimdienste tätig waren. Die Bundesregierung verweigerte die Antwort; jedoch zeigten andere ihrer Antworten, dass BfV und BND Berichte von V-Leuten zum Attentat besaßen. Dass die Bundesregierung ihr Wissen zu V-Leuten in der WSG trotz der Zusagen zu umfassenden Neuermittlungen weiter zurückhielt, wurde stark kritisiert.
Im April 2016 erklärte die Bundesregierung auf Anfrage der Bundestagsabgeordneten Martina Renner (Die Linke), bislang habe nur der BND, nicht aber das BfV dem Generalbundesanwalt seine Akten zum Oktoberfestattentat übergeben. Am 1. April 2017 räumte das BfV nach einem zweijährigen Rechtsstreit um das Presserecht erstmals „Hinweise auf und Recherchen nach weiteren Tätern außer Gundolf Köhler“ ein, schwieg aber weiterhin zu möglichen V-Leuten in dessen oder deren Umfeld.
Im Juli 2017 gab das Bundesverfassungsgericht einer Klage der Grünen und der Linken vom Mai 2015 großenteils Recht: Das BfV müsse dem Bundestag Akten zum Oktoberfestattentat zugänglich machen, Informationen über den möglichen V-Mann Heinz Lembke herausgeben und mitteilen, wie viele Spitzel der Staat in der WSG hatte. Es fehlten Anhaltspunkte, dass diese Auskünfte laufende oder künftige Ermittlungen gefährden würden. Der verstorbene Lembke könne nicht mehr als V-Mann eingesetzt werden. Rückschlüsse auf einzelne Personen seien bei der 400 Mitglieder großen WSG unmöglich. Nur bei der 15-köpfigen „WSG-Ausland“ könnten V-Leute durch die Auskunft zu leicht enttarnt werden, daher dürfe der BND dazu weiter schweigen.
Trotz dieses Urteils verweigerte die Bundesregierung im September 2020 erneut Auskünfte zu V-Leuten im Umfeld Köhlers und der WSG, weil diese sonst sehr wahrscheinlich enttarnt würden. Die Bundestagsabgeordneten Irene Mihalic und Konstantin von Notz (Grüne), die die Auskunft erfragt hatten, kritisierten: Die Antwort werde für anhaltende Spekulationen sorgen und verlorenes Vertrauen in die Sicherheitsbehörden und Geheimdienste nicht wiederherzustellen helfen. Notz forderte „ein Verfallsdatum für Staatsgeheimnisse nach spätestens drei Jahrzehnten“. Mihalic warf der Bundesregierung vor, sie verkenne auch nach den NSU-Morden „die Traditionslinie des rechten Terrors“.

### Zeugen
Im Januar 2015 bat die Kommission den Tatzeugen Oswald Baumeister um seine Fotografien vom Tatort, für die sich die früheren Ermittler nicht interessiert hatten. Am 22. Mai 2015 rief sie bundesweit Augenzeugen des Attentats auf, sich zu melden, und bat damalige Festbesucher, Fotografien zur Verfügung zu stellen. Parallel zum Abarbeiten alter und neuer Zeugenaussagen wollte man eine möglichst vollständige digitale Konkordanz aus allen verfügbaren Akten aller beteiligten Behörden schaffen. Dies ließ eine gründliche Recherche erwarten.
Am 17. Mai 2017 wandten sich die Ermittler über die Fernsehsendung Aktenzeichen XY … ungelöst an die Öffentlichkeit, vor allem mit Fragen zur Herkunft des Sprengstoffs und zu möglichen Kontakten Köhlers.
Parallel dazu meldeten sich weitere Zeugen bei Chaussy und Dietrich. Im Juni 2015 bezeugte Toni Müller, der schon 1980 ausgesagt hatte, vor der neuen Kommission: Er habe am Rand der Festwiese nahe dem Tatort eine zweite Bombenexplosion gesehen. Auch das WSG-Mitglied Walter Behle hatte 1980 von einer zweiten Bombe erzählt. Zudem fanden sich Reste der zerstörten Bombe und des Papierkorbs mit Schmauchspuren. Sie sollten mit neuen Methoden untersucht werden.
Im September 2015 berichtete Hans Roauer: Die neue Kommission habe ihm zunächst mitgeteilt, es gebe kein Protokoll seiner früheren Aussage. Bei seiner Vernehmung legte man ihm dann jedoch ein nicht signiertes Protokoll von 1980 vor. Darin fehlten seine Angaben zu Köhlers Kontakt mit den Pkw-Insassen, bevor er die Bombe abgelegt hatte. Diese Angaben seien den Ermittlern völlig neu gewesen.
Im Oktober 2015 machten Harrich und Chaussy diese und weitere Aussagen in einer Fernsehdokumentation bekannt. Gisela L. bekräftigte vor der Kamera, dass Köhler und ein zweiter Mann an einer Tasche gezerrt hätten. Die Szene habe sich ihr „wie ein Film“ eingeprägt. Chaussy betonte: Zu klären, wer diese Aussagen nicht berücksichtigt und damit die ersten Ermittlungen behindert habe, sei „der Schlüssel“ zur Aufklärung des Attentats. Der Leiter der neuen Sonderkommission Mario Huber beantwortete jedoch keine Fragen zu früheren Ermittlungsfehlern.

### Zwischen- und Endergebnis
Am 11. Dezember 2015 teilte die Bundesanwaltschaft in einem Zwischenbericht mit: Die Angaben zu Flugblättern mit Köhlers Namen und zu einem Patienten mit einer fehlenden Hand hätten sich nicht bestätigt. Nach mehreren Vernehmungen und einer Wohnungsdurchsuchung habe sich nicht verifizieren lassen, ob es die Flugblätter gab und wann die Zeugin sie sah. Mit noch vorhandenen Klinikunterlagen und Vernehmungen habe man weder den Patienten identifizieren können noch, ob er zur fraglichen Zeit in der Klinik lag. Insgesamt habe man bisher mehr als 100 Personen vernommen, darunter Zeugen, die sich erst nach dem Zeugenaufruf vom Mai 2015 gemeldet hatten. Ihre Aussagen, besonders zu einem weiteren Handfragment, einem zweiten Sprengsatz und Begleitern Köhlers, hätten sich bisher nicht zu einem stimmigen Gesamtbild verdichten lassen.
2018 fand die Bundesanwaltschaft in der Wohnung von Köhlers Bruder ein Gesprächsprotokoll: Peter Wiegand habe ihm berichtet, Köhler habe ihm vor der Tat die Granate gezeigt, aus der er die Bombe gebaut hatte. Daraufhin befragten die Ermittler Köhlers zwei frühere Freunde erneut. Sie folgerten, dass beide mehr wussten, als sie 1980 zugegeben hatten. Sie hätten jedoch Köhlers Anschlagspläne beide nicht ernst genommen. Eine Tatbeteiligung ließ sich ihnen nicht nachweisen. Insgesamt vernahm die Bundesanwaltschaft 1008 Zeugen und Opfer, darunter auch den Barkeeper aus Damaskus und alle noch lebenden Mitglieder der WSG. 888 Spuren und rund 300.000 Aktenseiten anderer Behörden (Verfassungsschutz, BND, BKA, Stasi) wurden überprüft, um Hinweise auf Hintermänner des Attentats zu finden. Der Tatort wurde mit Hilfe der Aussagen von Verletzten, Überlebenden und anderen Zeugen sowie alten Luftbildern und Landkarten virtuell rekonstruiert. Dennoch fand sich keine ernsthafte neue Spur, vor allem, weil die für DNA-Analysen brauchbaren Asservate bis 1997 vollständig vernichtet worden waren.
Am 6. Juli 2020 stellte Generalbundesanwalt Peter Frank die Ermittlungen ein. Die Pressemitteilung dazu hielt fest, dass Köhler aus rechtsextremer Motivation gehandelt hatte. Das folge aus seinen Kontakten zu rechtsextremen Kreisen, seinen Aussagen zu möglicher Wahlbeeinflussung kurz vor der Tat und dem Wunsch nach einem „Führerstaat“ nach nationalsozialistischem Vorbild. Mögliche persönliche Tatmotive hätten diese politischen Motive nicht in Frage gestellt. Wie die Bundesanwaltschaft 1982 zum Ausschluss politischer Motive und Fixierung auf die These eines angeblichen Suizids eines verzweifelten Einzeltäters fernab seiner Heimatstadt gekommen war, blieb ungeklärt.

### Offene Fragen
Ulrich Chaussy, dessen jahrzehntelange Recherchen die neuen Ermittlungen ermöglicht hatten, erinnerte im Juli 2019 an die seit 1982 offenen Fragen zum Attentat:
- Nach damaligen Zeugenaussagen sei „völlig unklar, ob diese Bombe wirklich an diesem Ort in dieser Form hat explodieren sollen. Ein paar hundert Meter weiter wäre Gelegenheit gewesen für einen konventionellen terroristischen Anschlag: Im Käfer-Zelt war politische Prominenz, Sportprominenz, alles versammelt.“
- Die genaue Zündungsmethode der Bombe sei unbekannt. Laut Aussage des BKA-Sprengstoffexperten von 2014 habe Köhler den sehr komplexen Sprengsatz nicht allein bauen können.
- Köhlers angeblicher Suizid aus persönlichem Frust sei als Motiv grotesk und nur mit Ignorieren gegenteiliger Fakten konstruiert worden.
- Die Spur zur WSG sei aus politischen Interessen nicht weiterverfolgt worden, damit der damalige Kanzlerkandidat Franz Josef Strauß seine Wahlchancen wahren konnte.
- Beim Verschwinden der abgetrennten Hand könne man nicht an Zufall oder Schlamperei glauben.
- Die Ermittlungen zum Attentat seien auch zustande gekommen, weil die Justiz nach dem Auffliegen des NSU im Jahr 2011 Vertrauen wiederherstellen wollte.
- Große Teile des Ermittlungsauftrags, etwa die erstmalige Prüfung westdeutscher Geheimdienstakten, seien noch unerfüllt. Ein Abschluss der Ermittlungen ohne relevante neue Erkenntnisse wäre daher ein neuer Skandal.
- Die Kommission sei offenbar nicht gewillt, die ersten Ermittlungen kritisch zu durchleuchten und festzustellen: „Wer hat da was und warum gemacht beziehungsweise unterlassen?“ Daher sei er pessimistisch über den Ausgang.[133]

Im Juni 2020 betonte Chaussy nochmals, der Erfolg der Neuermittlungen hänge von der „Unbefangenheit der aktuellen Ermittler“ ab. Es sei „mehr als ein Schönheitsfehler“ gewesen, dass Harald Range erneut dem bayerischen LKA den Auftrag zur Überprüfung der alten Berichte der „Soko Theresienwiese“ gegeben habe. Diese, nicht die Bundesanwaltschaft, sei hauptsächlich für die Vernichtung oder das Verschwinden aller Asservate mit DNA-Spuren verantwortlich gewesen: „Dieses Verschwinden hat systematischen Charakter – Zufälle oder Pannen sind als Ursache auszuschließen.“ Er fürchte, die aktuelle Kommission wolle nicht aufklären, „welche Beamten der Soko von 1980 dafür verantwortlich waren, warum sie so agierten und ob sie eigenständig oder auf Anweisung handelten“.
Nach Einstellung der Ermittlungen urteilte Chaussy: Klar sei nun, dass die ursprüngliche Einordnung der Tat völlig absurd gewesen sei. Schon 2014 habe weder der Generalbundesanwalt noch sonst ein Experte mehr an eine apolitische, nicht rechtsextrem motivierte Tat geglaubt. Doch die entscheidenden Fragen nach Köhlers Stichwortgebern, Kontakten und Mittätern seien offen geblieben. Dass sie nicht gefunden wurden, sei Folge der irreparablen Versäumnisse der ersten Sonderkommission. Inakzeptabel sei jedoch:
- Auch die neuen Ermittler ordneten die abgetrennte Hand Köhler zu, obwohl der BKA-Sprengstoffexperte dies 2014 naturwissenschaftlich ausgeschlossen und gezeigt hatte, dass die Explosion Köhlers Hände komplett pulverisiert haben müsse. Dass die Hand nur einer anderen Person gehört haben könne, habe auch die damalige serologische Analyse betätigt. Das müsse solide untersucht werden. Die neuen Ermittler seien gegenüber dem Finder der Hand stark voreingenommen aufgetreten.
- Dass ihre Vorgänger keine Ermittlungserfolge vereitelt hätten, sei falsch. Durch Hans Langemanns Weitergabe des Täternamens an Quick seien alle Bekannten Köhlers vorgewarnt gewesen, auch der dann zum Kronzeugen erhobene Peter Wiegand. Erwartungsgemäß hätten sie Spuren verwischt und sich abgesprochen.
- Auch das Verschwinden der DNA-haltigen Asservate sei nicht nur mit Schlamperei oder Zufall zu erklären. Das systematische Beseitigen der Spuren müsse untersucht werden: „Wer hat da vertuscht und warum?“ Dazu sollten Bayerns Landtag und der Bundestag einen Untersuchungsausschuss einsetzen.[135]

Am 15. September 2020 antwortete die Bundesregierung auf einen Fragenkatalog der Linken im Bundestag und bestätigte dabei die Ergebnisse der Bundesanwaltschaft:
- Die Beobachtungen zu Gesprächspartnern Köhlers kurz vor der Bombenexplosion seien zu verschieden, um auf Tatbeteiligte schließen zu können.
- Der WSG-Angehörige Albert K. habe München am Anschlagstag aus anderen Gründen besucht. Roter Phosphor, den er wenige Tage danach beseitigte, sei zum Bombenbau nicht verwendet worden.
- Das verschwundene Handfragment sei wahrscheinlich mit Köhlers Leiche verbrannt worden. Ein Eintrag zur Übergabe dieses Asservats an das Rechtsmedizinische Institut fehle. Das dort beantragte serologische Gutachten sei wohl nicht mehr erstellt worden, weil die Hand anhand der Fingerabdrücke Köhler zugeordnet worden war. Es gebe keine Hinweise, dass das unauffindbare Laborbuch des Instituts entwendet worden sei.
- Ein gefundener Geldschein, auf dem Datum und Ort des Anschlags, Abstellort des Täter-Pkw und das Kürzel „Zünd“ standen, sei 1980 einer Bank gegeben worden und habe daher nicht untersucht werden können. Laut der ersten Kommission habe ein Zeuge die Notizen am 28. September 1980 gegen 11:00 Uhr verfasst, als er im Radio Details zum Anschlag hörte. Hinweise auf seine Tatbeteiligung hätten sich nicht ergeben.
- Die Kommission habe Aussagen früherer Zeugen, sie hätten Karl-Heinz Hoffmann am 25. September 1980 abends in Nürnberg sowie am 26. September spätnachmittags in München gesehen, überprüft und entkräftet: Hoffmann habe sich am Tattag nicht in München aufgehalten.
- Die in Köhlers Pkw gefundenen Zigarettenreste seien verschiedenen Mitfahrern zuzuordnen. Weil man Speichelanhaftungen im November 1980 serologisch ausgewertet habe, seien die Reste drei Monate später vernichtet worden.
- Die Herkunft einzelner Bombenteile wie des Sprengstoffs habe nicht zurückverfolgt werden können.
- Die Bombe sei durch eine Leitfeuerzündung (Kombination von Zündschnur und Sprengkapsel) gezündet worden.
- Verfassungsschutzämter und BND hätten dem Generalbundesanwalt alle relevanten Akten zugesandt. Dieser habe keine Offenlegung der Identität von V-Leuten beantragt.
- Wie oft V-Leute als Zeugen oder Beschuldigte befragt wurden und wie viele V-Leute Mitglieder der WSG waren, könne die Bundesregierung wegen der möglichen Gefährdung des Bundes oder eines Landes nicht beantworten.
- Die Kommission habe das Anlegen von Depots im Raum Lüneburg/Uelzen durch einen Rechtsextremisten (Heinz Lembke), etwaige Bezüge zum Anschlag in Bologna und die Behauptungen eines Historikers (Andreas Kramer) zur Verantwortlichkeit konkreter Personen umfangreich untersucht, aber nicht genug Anhaltspunkte für etwaige Mittäter, Anstifter oder Helfer einer SBO am Anschlag gefunden.
- Die Kommission habe auch geprüft, ob Hans Langemanns Weitergabe von Informationen etwaige Mittäter gewarnt haben könnte, aber keine Vereitelung des Ermittlungserfolgs feststellen können.[136]

Zum 40. Jahrestag des Attentats verwies Werner Dietrich auf umfassendes Wissen der deutschen Geheimdienste über die damalige rechtsextreme Szene. Fraglich sei, ob untere Sachbearbeiter oder die Bundesregierung dieses Material zu Verschlusssachen erklärt hätten. Er vermutete einen jahrzehntelangen Konsens aller Bundesregierungen: „…es darf Linksterrorismus geben, das wird auch nicht geleugnet. Aber organisierten Rechtsradikalismus und in dieser Breite und mit dieser Waffenaffinität und mit dieser Gefährlichkeit, wenn wir das aufdecken, das gibt Unruhe bei unseren Verbündeten.“ Chaussy vermisste ein klares Eingeständnis der Bundesanwaltschaft: „Sorry, wir konnten nicht mehr leisten, weil unsere Kollegen uns dieses Debakel hinterlassen haben.“ Er glaube nicht an nochmalige Ermittlungen und späte Geständnisse unbekannter Mittäter Köhlers. Aber er hoffe, dass „diese komische Neigung, immer diese Einzeltäter finden zu wollen und nicht die Netzwerke aufzudecken“, bei zukünftigen rechtsextremen Taten überwunden werde. Von diesem „verdammten Einzeltätermythos“ bei rechtsextremen Straftätern müsse die deutsche Justiz endlich absehen und stattdessen auf Netzwerke und Kontakte schauen.
Martina Renner und der Sozialwissenschaftler Sebastian Wehrhahn kritisierten: Der Ergebnisbericht der Bundesanwaltschaft zeige das „Scheitern der obersten Ermittlungsbehörde“. Die bloße Menge ihrer Maßnahmen wiege ihre Versäumnisse nicht auf:
- Wegen dort verschwundener oder entwendeter Beweismittel sei es falsch gewesen, auch die neuen Ermittlungen dem LKA Bayern anzuvertrauen.
- Die Fehler der ersten Sonderkommission, deren Ausmaß, Motive, Wirkungen und Beteiligte hätten eigenständig ermittelt werden müssen.
- Die abgetrennte Hand sei erneut Köhler zugeordnet worden, obwohl dies schon 1980 serologisch und wegen fehlender Nitrocellulose-Spuren, 2020 zudem von einem BKA-Sprengstoffexperten ausgeschlossen worden war.
- Die unaufgeklärten Fragen hätten im Zentrum ihres Ergebnisberichts stehen müssen:

wer die mehrfach bei Köhler beobachteten Männer in grünen Parkas waren,
wem ein grüner Parka in Köhlers Pkw gehörte,
wer die 48 darin gefundenen Zigaretten konsumiert hatte,
wie die Bombe gezündet wurde,
wie Köhler an den Sprengstoff gelangte,
wo und von wem die Bombe gebaut wurde,
wem die am Tatort gefundene Hand gehörte,
wer diese verschwinden ließ.
Anders als in Deutschland hätten in Italien Nachermittlungen zum Anschlag von Bologna dazu geführt, dass ein Rechtsterrorist nach 40 Jahren zu lebenslanger Haft verurteilt wurde. Dagegen habe die Bundesanwaltschaft erneut nichts zur Aufklärung beigetragen und nur die Banalität verkündet, dass die Tat politisch motiviert gewesen sei. Die Einstellung der Ermittlungen verrate den Anspruch von Hinterbliebenen, Verletzten und Toten auf umfassende Aufklärung der Tat und Täter, lege die schädliche Konstruktion des rechten Einzeltäters historisch dauerhaft fest und trage dazu bei, Rechtsterrorismus weiterhin nicht als das Werk von Netzwerken zu verstehen. „So bleiben Opfer ungesühnt und Täter unbekannt.“

## Entschädigung
Die ersten Opferhilfen kamen von Privatspendern. Bis zum 5. Oktober 1980 sammelten fünf unverletzte Festbesucher 86.581 DM für die Überlebenden. Der Verein Weißer Ring stiftete für sie 900.000 DM und sammelte 2.013.516 DM Spenden. Entgegen anfänglichen Versprechen der Behörden, rasch und unbürokratisch zu helfen, mussten einige Verletzte jahrelang um Entschädigungen kämpfen. So hatte Albert Fackler (62) beim Anschlag ein Auge verloren und Splitterwunden am ganzen Körper erlitten. Er war schon vorher zu 70 Prozent als schwerbeschädigt eingestuft gewesen, musste aber mehrmals für eine 100-prozentige Einstufung und die entsprechende Rente prozessieren. Im Mai 1983 wurde er dennoch zu einer Nachuntersuchung vorgeladen. Nach Protesten verzichtete das Sozialministerium nicht darauf, sondern schob die Vorladung nur einige Jahre auf. 93 von 174 Anträgen auf Versehrtenrente lehnten die Behörden ab. Die bayerische Staatsregierung stellte 500.000 DM zur Verfügung, die nach Verletzungsgrad, Bedürftigkeit und Nationalität der Opfer abgestuft verteilt wurden. Ausländische Schwerverletzte erhielten nichts davon und hatten keine rechtliche Aussicht, es einzuklagen. Laut dem bayerischen Sozialministerium erhielten 128 Verletzte davon ein „Schmerzensgeld im weiteren Sinne“. Die Stadt München gab den Opfern bis 1982 insgesamt eine Million DM, auch aus Privatspenden. 2018 richtete die Stadt einen Fonds von 100.000 Euro für jene Opfer ein, die das Versorgungsamt unzureichend unterstützt hatte.
Der Münchner Opferfonds wurde 2019 um 50.000 Euro aufgestockt. Am 8. Juli 2020, als das Attentat als rechtsextrem eingestuft wurde, forderte der SPD-Innenexperte Florian Ritter einen Opferfonds von Bayerns Staatsregierung. Das Bundesamt für Justiz wollte Betroffenen nun staatliche Entschädigungen bewilligen. Am selben Tag kündigte Bundesjustizministerin Christine Lambrecht (SPD) zusätzliche Finanzmittel des Bundes für die Anschlagsopfer an. Ulrich Chaussy urteilte: Der geplante Opferfonds des Bundes komme eigentlich zu spät, sei aber notwendig und wäre mit einem kleinen Aufpreis beim Oktoberfest leicht zu finanzieren: „Das wäre eine Form der Solidarität, die auch von den Opfern Kenntnis nimmt. Dieser Anschlag hätte damals jede und jeden treffen können.“
Am 3. November 2020 beschloss der Münchner Stadtrat einen Opferfonds von insgesamt 1,2 Millionen Euro für Überlebende und Opferangehörige. Je 500.000 Euro sollten Bund und Freistaat Bayern, 200.000 Euro die Stadt dazugeben. Am 30. Juni 2021 erhielten die Betroffenen wie angekündigt die entsprechenden Bescheide.

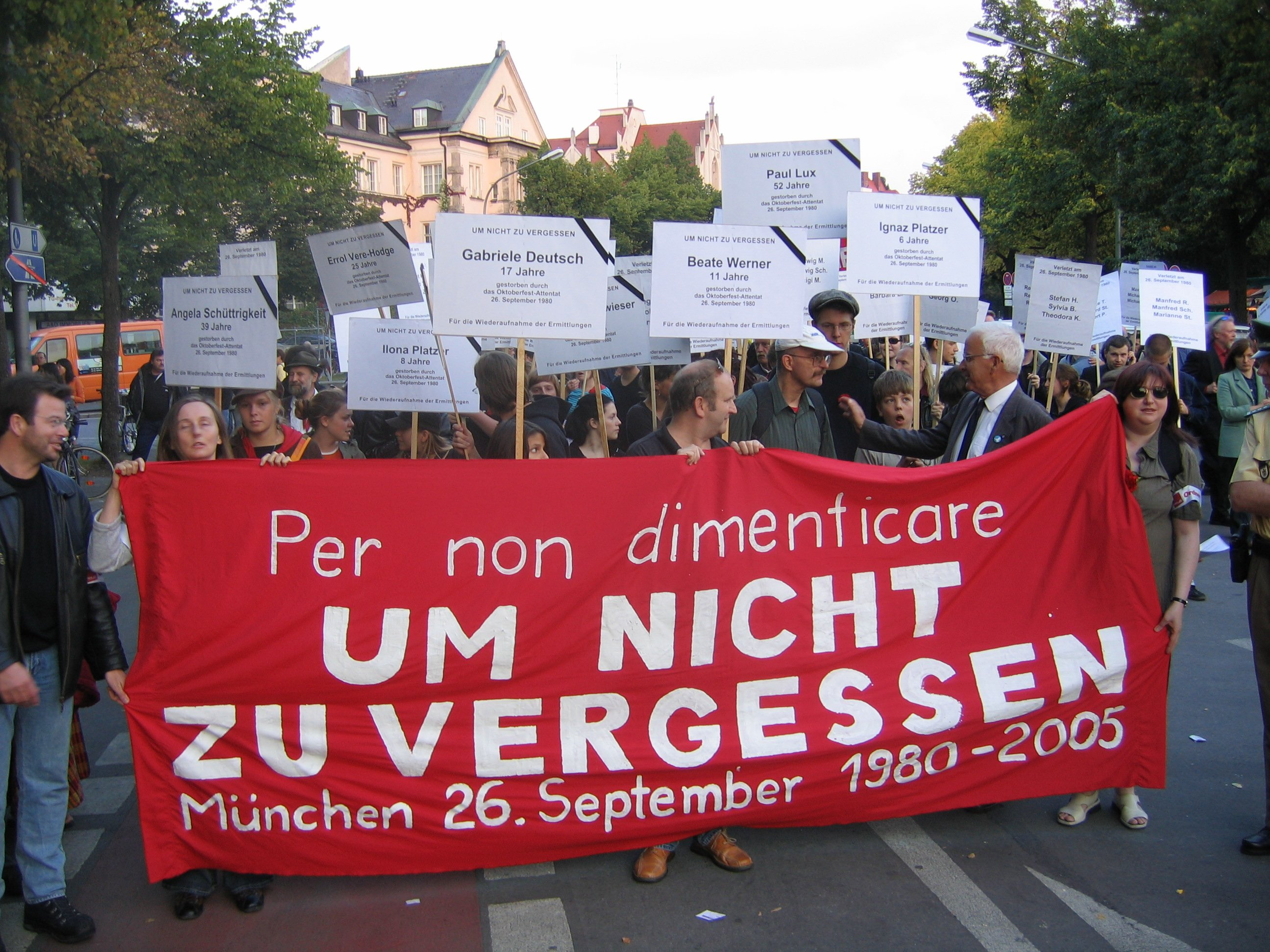
Gedenkveranstaltung und Demonstrationszug 25 Jahre Oktoberfestattentat, München

## Gedenken
Im Oktober 1980 versprach Münchens Oberbürgermeister, man werde bald ein Mahnmal am Tatort errichten. Als dies ausblieb, hängte die Vereinigung der Verfolgten des Naziregimes (VVN) am 8. Mai 1981 dort eine provisorische Gedenktafel auf. Darauf stand:

„An dieser Stelle fielen am 26.8.1980 13 Menschen einem neofaschistischen Bombenattentat zum Opfer. Über 200 Menschen wurden verletzt. Die Hintermänner des Anschlags sind immer noch auf freiem Fuß. Die VVN gedenkt der Opfer des neofaschistischen Terroranschlages. Sie fordert von den Behörden: Errichtung einer würdigen Gedenktafel für die Opfer. Verbot aller Nazi-Organisationen und deren Propaganda in der Bundesrepublik.“

Im Juli 1981 ließ die Stadtverwaltung die Tafel entfernen. Im August stellte sie Strafantrag gegen die VVN wegen der Aktion. Daraufhin stellte der Arbeiterbund für den Wiederaufbau der KPD am 21. August am Tatort einen acht Tonnen schweren großen Granitquader mit einer Kupfertafel auf, auf der stand: „Dem Naziterror Einhalt gebieten! Wir gedenken der Toten von München.“ In der folgenden Nacht ließ die Polizei den Stein abtransportieren; ein Sitzstreik der Gruppe verzögerte dies. Der Münchner Hans Zintl schrieb der Stadt, der Stein gehöre ihm und er schenke ihn der Stadt. Er sei enttäuscht, dass noch immer kein würdiges Mahnmal errichtet worden sei. Darauf erhielt er die Antwort, die Stadt habe eigene Pläne und wolle politische Agitation vermeiden. Sie stellte Zintl eine hohe Rechnung für den Abtransport. Am 18. September 1981 errichtete die Stadt am Tatort eine Gedenkstele mit der Aufschrift „Zum Gedenken an die Opfer des Bombenanschlages vom 26.9.1980“. Der Oberbürgermeister weihte sie mit einer knappen Gedenkrede vor 200 geladenen Gästen ein. Anders als die folgende Festeröffnung am selben Tag wurde das Gedenken nicht angekündigt und nicht im Fernsehen übertragen. Nach dem Ermittlungsabschluss 1982 sah sich die Stadtverwaltung nicht mehr für das jährliche Opfergedenken zuständig.
Seit 1983 organisiert die DGB-Jugend Münchens das jährliche Gedenken. Es wird von Opferangehörigen, Überlebenden, antifaschistischen Gruppen und engagierten Einzelpersonen mitgetragen. Bis 2014 verlangten sie die Wiederaufnahme der Ermittlungen, die dann erfolgte. Sie bestreiten weiterhin die offizielle Einzeltäterthese, ordnen das Attentat als rechtsextrem motivierten Terror ein und verweisen auf dessen bleibende Gefahr für die ganze Gesellschaft. Sie wollen damit Gerechtigkeit für die Betroffenen und volle Aufklärung zu Mittätern und Tathintergründen erreichen. Alle fünf Jahre wirkt die Stadt München an dieser jährlichen Gedenkfeier mit.
Zum 25. Jahrestag des Anschlags 2005 forderte ein breites Bündnis aus Organisationen, Gewerkschaften, Landes- und Bundespolitikern und mehreren Münchner Stadträten erneute Ermittlungen, vor allem zu möglichen Mittätern und Mitwissern.

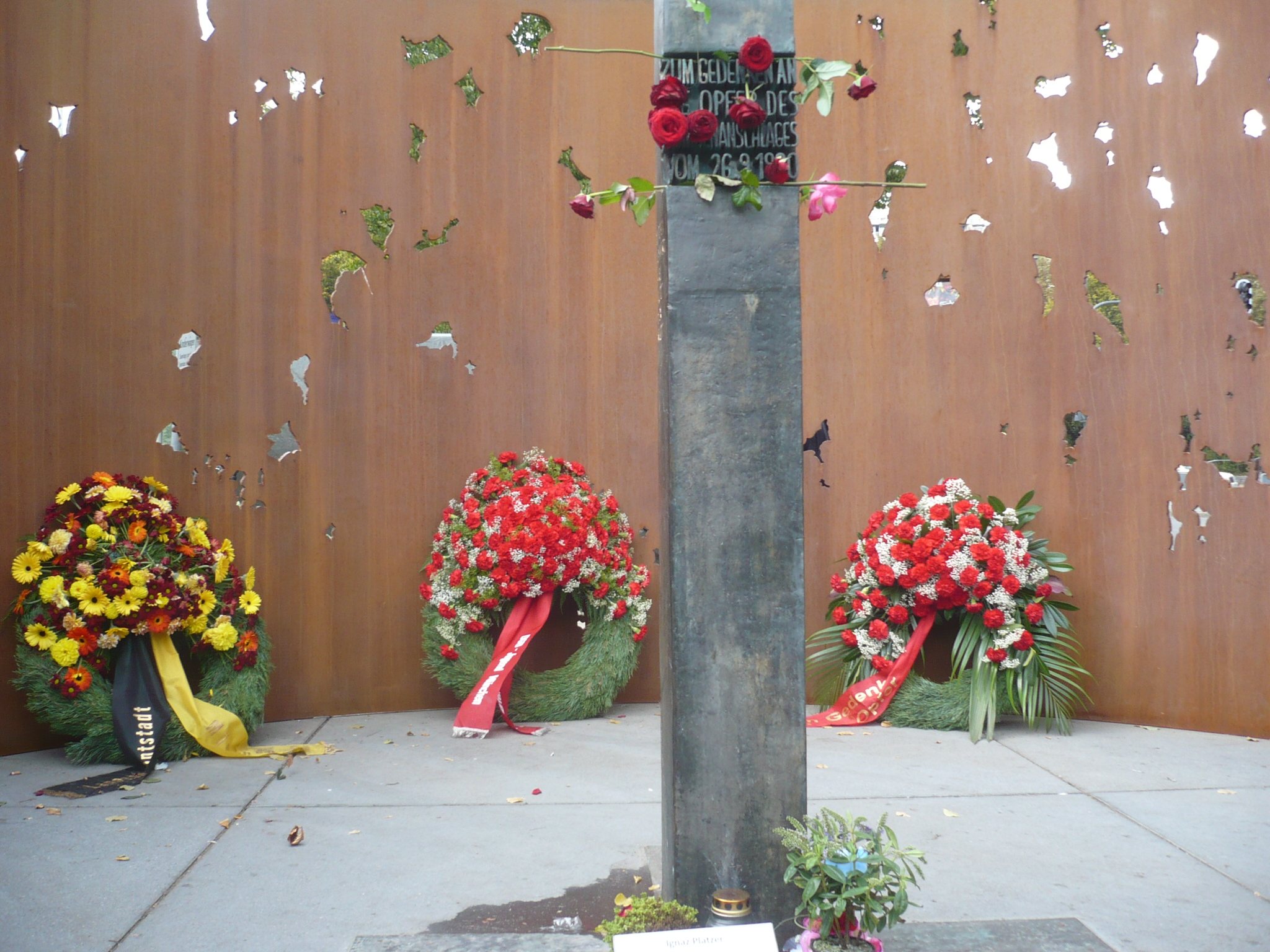
Denkmal für die Wiesn-Attentat-Opfer, eingeweiht im September 2008

 Auf Antrag einiger Münchner Stadträte gestaltete der Bildhauer Friedrich Koller das Denkmal für die Wiesn-Attentat-Opfer 2008 als stählerne Wandschale, die in der Oberfläche Zerstörungen wie nach einer Explosion aufweist. Es wurde am Jahrestag des Anschlags eingeweiht. 2018 weihte die Stadt am Rathaus eine Tafel mit der Inschrift ein: „Ihr unbeachtetes Leid mahnt uns zur Fürsorge. Rechtsextreme Taten fordern unsere Wachsamkeit. München erinnert an alle Betroffenen und Todesopfer des Oktoberfest-Attentats vom 26.09.1980.“ Zudem gründete die Stadt ein Forschungsprojekt für Eindrücke und Aussagen von Zeitzeugen des Anschlags.
Im „Oktoberfest-Gaudiblatt“ vom September 2010 erinnerte Ulrich Chaussy zum bevorstehenden 30. Jahrestag des Attentats an dessen ungeklärte Umstände.
Zum 40. Jahrestag am 26. September 2020 eröffnete die Stadt München den Erinnerungsort „Dokumentation Oktoberfest-Attentat“. Die Szenografin Monika Müller-Rieger entwarf und gestaltete den Ort ab Frühjahr 2020 in fünf Monaten mit 234 Figuren aus Metall, in Gruppen verteilt auf 200 Quadratmetern der Theresienwiese. Sie stehen für die 234 Attentatsopfer, zu denen jeweils Informationen zu fünf Punkten abrufbar sind: Was geschah? Wer war die Person? Wie liefen die Ermittlungen? Wie geht es den Betroffenen? Welchen Stellenwert hat das Ereignis heute? Die Gestalterin wollte damit die große, erst durch die sechsjährigen neuen Ermittlungen korrigierte Gesamtopferzahl ins kollektive Gedächtnis holen und gleichzeitig individuelle Zugänge zu den Opfern ermöglichen. Wie die Überlebenden nach dem Attentat behandelt wurden, habe bei manchen tiefere Verletzungen als die Bombe selbst hinterlassen. Sie hoffe, mit der Dokumentation erhalte das Ereignis endlich den ihm zustehenden Platz in der deutschen Gesellschaft. Das Labyrinth aus Silhouetten veranschaulichte das dichte Beisammenstehen der Opfer und machte so die verheerende Wirkung der Bombe für Betrachter spürbar.
Zum 40. Jahrestag 2020 erzählten Überlebende (unter anderen Renate Martinez, Gudrun Lang, Robert Höckmayr, Dimitrios Lagkadinos) zum Teil erstmals von ihren bleibenden Verletzungen, ihrem Kampf um Verarbeitung des Traumas, neue Lebensperspektiven und Aufklärung. Münchens derzeitiger Oberbürgermeister Dieter Reiter entschuldigte sich bei ihnen dafür, dass die Stadt das Fest 1980 nur Stunden nach dem Attentat hatte fortsetzen lassen. Der Generalbundesanwalt, der amtierende bayerische Ministerpräsident Markus Söder und Bundespräsident Frank-Walter Steinmeier waren erstmals anwesend. In seiner Gedenkrede sprach Steinmeier von den durch die Bombe gerissenen Wunden der Opfer und des Rechtsstaats, von der Verharmlosung des Attentats und den vergebenen Aufklärungschancen. Er warnte vor der fortbestehenden Gefahr des Rechtsextremismus und verwies auf die Anschläge in Halle und Hanau, deren Opferangehörige er drei Tage zuvor getroffen hatte. Mit der Erinnerung an das Oktoberfestattentat sei auch an die Fehler der Ermittler (Einzeltäterthese, Leugnen politischer Motive, Vernichten von Asservaten usw.) zu erinnern, damit daraus künftig gelernt werden könne:

„Die rechtsterroristischen Mordtaten der vergangenen Jahrzehnte waren nicht das Werk von Verwirrten. Die Täter waren eingebunden in Netzwerke des Hasses und der Gewalt oder ließen sich von ihnen zu ihren Taten anstiften. Diese Netzwerke müssen wir aufspüren. Wir müssen sie bekämpfen – noch entschiedener als bisher! […] Wegschauen ist nicht mehr erlaubt. Nicht nach dem Oktoberfestattentat, nicht nach dem NSU-Prozess, nach den Drohschreiben des NSU 2.0, nach Waffenfunden und Feindeslisten sogenannter Preppergruppen mit Verbindungen zu Reservisten der Bundeswehr, Kriminalbeamten, Spezialeinsatzkommandos, ja selbst zu Richtern und Mitarbeitern des Verfassungsschutzes, nicht nach der Aufdeckung einer rechtsextremen Chatgruppe innerhalb der Polizei in Nordrhein-Westfalen. Feinde der Freiheit und der Demokratie dürfen in der Polizei nicht geduldet werden. Es muss jede Anstrengung unternommen werden, rechtsextreme Netzwerke zu enttarnen, wo es sie gibt. Die Polizeiführungen und die politisch Verantwortlichen dürfen kein Klima dulden, in dem sie entstehen und von anderen gedeckt werden können.“

## Weiterführende Informationen

### Filme
- Daniel Harrich, Ulrich Chaussy: Attentäter – Einzeltäter? Neues zum Oktoberfestattentat. ARD, 4. Februar 2015
- Daniel Harrich: Der blinde Fleck (2013) – Täter. Attentäter. Einzeltäter?
- Frank Gutermuth, Wolfgang Schoen: Anschlag auf die Republik? Das Oktoberfestattentat 1980. Dokumentation, BR / ARD 2009
- Bernd Niebrügge, Arndt Wittenberg: Tod auf der Wiesn: Das Oktoberfest-Attentat von 1980. Bayerisches Fernsehen, 26. September 2000